# حملات ۷ اکتبر
در ۷ اکتبر ۲۰۲۳، حماس و چند گروه شبه‌نظامی فلسطینی دیگر، حملات مسلحانه هماهنگ‌شده‌ای را از نوار غزه به غلاف غزه در جنوب اسرائیل آغاز کردند که نخستین تهاجم به خاک اسرائیل از زمان جنگ ۱۹۴۸ اعراب و اسرائیل بود. حماس و دیگر گروه‌های فلسطینی، این حملات را عملیات طوفان الاقصی (یا سیل الاقصی؛ عربی: عملیة طوفان الأقصی) نامیدند، در حالی که در اسرائیل به آن شنبه سیاه (عبری: השבת השחורה‎) یا کشتار تورات سیمچات (عبری:הטבח בשמחת תורה) می‌گویند، و در سطح بین‌المللی با عنوان حمله ۷ اکتبر شناخته می‌شود. این حملات آغازگر جنگ غزه بود.
حملات در سحرگاه ۷ اکتبر با شلیک حداقل ۳۰۰۰ راکت به سمت اسرائیل آغاز شد و سپس نیروهای فلسطینی با استفاده از وسایل نقلیه و پاراگلایدر وارد خاک اسرائیل شدند. نیروهای حماس با شکستن دیوار غزه-اسرائیل، به پایگاه‌های نظامی اسرائیل حمله کردند و غیرنظامیان را در ۲۱ منطقه از جمله بعری، کفارعزه، نیر اوز، نتیوحاسارا و الومیم قتل‌عام کردند. ۳۶۴ غیرنظامی هنگام شرکت در جشنواره موسیقی نوا کشته و تعداد زیادی زخمی شدند. ارتش اسرائیل تخمین می‌زند که حدود ۳۰۰۰ شبه نظامی به جنوب اسرائیل حمله کردند و بعداً در آن روز به خاطر شکسته شدن حصارها، شهروندان غزه‌ای بیشتری وارد اسرائیل شدند. مهاجمان در مجموع ۱۱۳۹ نفر را کشتند: ۶۹۵ غیرنظامی اسرائیلی (از جمله ۳۸ کودک)، ۷۱ شهروند خارجی، و ۳۷۳ عضو از نیروهای امنیتی اسرائیل. حدود ۲۵۰ غیرنظامی و سرباز اسرائیلی از جمله ۳۰ کودک به عنوان گروگان به نوار غزه برده شدند. هدف اعلام شده برای گروگان‌گیری، مجبور کردن اسرائیل به مبادله آن‌ها با فلسطینیان زندانی بوده است. گزارش‌ها حاکی از آن است که تعداد زیادی تجاوز و تعرض جنسی نیز رخ داده است، اما مقامات حماس دست داشتن جنگجویان خود در آن را رد کرده‌اند.
حماس اعلام کرد که این حمله در پاسخ به ادامه اشغال سرزمین‌های فلسطینی توسط اسرائیل، محاصره نوار غزه، گسترش شهرک‌های اسرائیلی، افزایش خشونت شهرک‌نشینان اسرائیلی نسبت به فلسطینی‌ها و تنش‌های اخیر صورت گرفته است.
حداقل ۴۴ کشور، این حمله را تروریستی اعلام نموده و آن را محکوم کردند، در حالی که برخی از کشورهای عربی و مسلمان، اشغال سرزمین‌های فلسطینی توسط اسرائیل را عامل اصلی این حمله دانستند. این روز خونین‌ترین روز در تاریخ اسرائیل و مرگبارترین روز برای یهودیان از زمان هولوکاست به بعد بوده است. برخی این حمله را یک کشتار نسل‌کشی علیه اسرائیلی‌ها خوانده‌اند.

## زمینه
اسرائیل از زمان جنگ شش‌روزه در سال ۱۹۶۷، سرزمین‌های فلسطینی، از جمله نوار غزه را در اشغال خود نگاه داشته است.
حماس، یک جنبش اسلام‌گرای تأسیس شده در سال ۱۹۸۷، جنبش اسلام‌گرای اصلی در سرزمین‌های فلسطینی است. این جنبش موضع سازش‌ناپذیری در خصوص «آزادسازی کامل فلسطینی» دارد و اغلب از خشونت برای دستیابی به اهدافش استفاده می‌کند. بیانیه‌های اخیر آن نشانگر منتقل شدن تمرکز آن به پایان دادن به اشغال سرزمین‌های فلسطینی توسط اسرائیل و تأسیس یک کشور فلسطینی بر اساس مرزهای سال ۱۹۶۷ است. حماس مسئول بمبگذاری‌های انتحاری و حملات موشکی بیشماری بوده که غیرنظامیان اسرائیلی را هدف قرار داده‌اند.
استرالیا، کانادا، اتحادیه اروپا، ژاپن، زلاند نو و بریتانیا، حماس را یک «سازمان تروریستی» تعیین کرده‌اند. در سال ۲۰۱۰، این سازمان تلاش کرد گفتگوهای مربوط به مصالحه بین اسرائیل و تشکیلات خودگردان فلسطین را برهم بزند. در سال ۲۰۱۷، حماس منشور جدیدی اختیار کرد، که زبان یهودستیزانه را حذف و تمرکز خود را از یهودیان به صهیونیست‌ها منتقل کرد. دانشوران در مورد اهداف حماس نظرات متفاوتی دارند، برخی می‌گویند به دنبال یک کشور فلسطینی مستقل، درون مرزهای تعیین شده در سال ۱۹۶۷ است در حالی که برخی می‌گویند حماس به دنبال نابودی اسرائیل است.
در حالی که از سال ۲۰۲۱، هیچ درگیری بین حماس و اسرائیل وجود نداشته است، شبه نظامیان حماس حداقل در شش اردوگاه آموزشی در سراسر نوار غزه، به مدت دو سال قبل از حمله، مشغول به آماده شدن بوده‌اند. این دوره آموزشی، شامل انجام تمرین برای گروگان‌گیری، یادگیری نحوه هجوم به شهرک‌های اسرائیلی و آموزش پرواز با پاراگلایدر بوده است. سرهنگ جاناتان کانریکوس، سخنگوی نیروهای دفاعی اسرائیل (IDF) اظهار داشت که چنین فعالیت‌هایی، هیچ چیز جدیدی نیست و اسرائیل در طول این سال‌ها، مناطق آموزشی بسیاری را که متعلق به فلسطینی‌ها بوده، در دوره‌های مختلف مورد حمله قرار داده است. یک منبع ناشناس نزدیک به حماس ادعا کرد که حماس در تلاشی عمدی برای فریب دادن اسرائیل به این که حماس یک تهدید نیست، فعالیت نظامی خود را کاهش داده است.
روزنامه وال‌استریت ژورنال گزارش داد سپاه پاسداران و اعضای حماس و حزب‌الله لبنان، از ماه اوت جلسه‌های متعددی را برای برنامه‌ریزی حمله به اسرائیل در بیروت ترتیب داده‌اند که در برخی از آن‌ها اسماعیل قاآنی، فرمانده نیروی قدس سپاه و حسن نصرالله، دبیرکل حزب‌الله نیز شرکت داشته‌اند. زیاد نخاله، دبیرکل جنبش جهاد اسلامی فلسطین و صالح العاروری، معاون رئیس دفتر سیاسی حماس هم در برخی از این جلسات حضور داشته‌اند. سپاه پاسداران از آن زمان به حماس برای طراحی حمله‌های زمینی، هوایی و دریایی به اسرائیل، به نیروهای فلسطینی کمک رسانده است. دستور آغاز این حمله‌ها به اسرائیل، طی جلسه‌ای در روز دوشنبه ۱۰ مهر در بیروت صادر شده است.
روزنامه وال استریت ژورنال روز ۳ آبان ۱۴۰۲ طی گزارشی نوشت: «جمهوری اسلامی پیش از حمله شبه‌نظامیان فلسطینی به اسرائیل، به حدود ۵۰۰ نیروی حماس و دیگر شبه‌نظامیان مستقر در نوار غزه، آموزش نظامی ویژه داده است. این آموزش‌ها، شهریور ماه امسال در داخل خاک ایران و تحت نظر نیروی قدس سپاه پاسداران انجام شده و اسماعیل قاآنی، فرمانده نیروی قدس سپاه، و برخی افراد ارشد گروه‌های شبه‌نظامی فلسطینی نیز از روند این آموزش‌ها، دیدن کرده‌اند.»
حماس تنها در روز شنبه ۷ اکتبر بیش از پنج هزار موشک از نوار غزه به خاک اسرائیل شلیک کرد و بدون حمایت حکومت ایران احتمالاً قادر به انجام این کار نمی‌بود. صحبت از ۳۰ میلیون دلار کمک ایران در ماه فقط برای سازمان حماس است، علاوه بر این دانش فنی ساخت موشک و آموزش توسط سپاه پاسداران را نیز باید به آن افزود.

## حملات راکت و موشکی

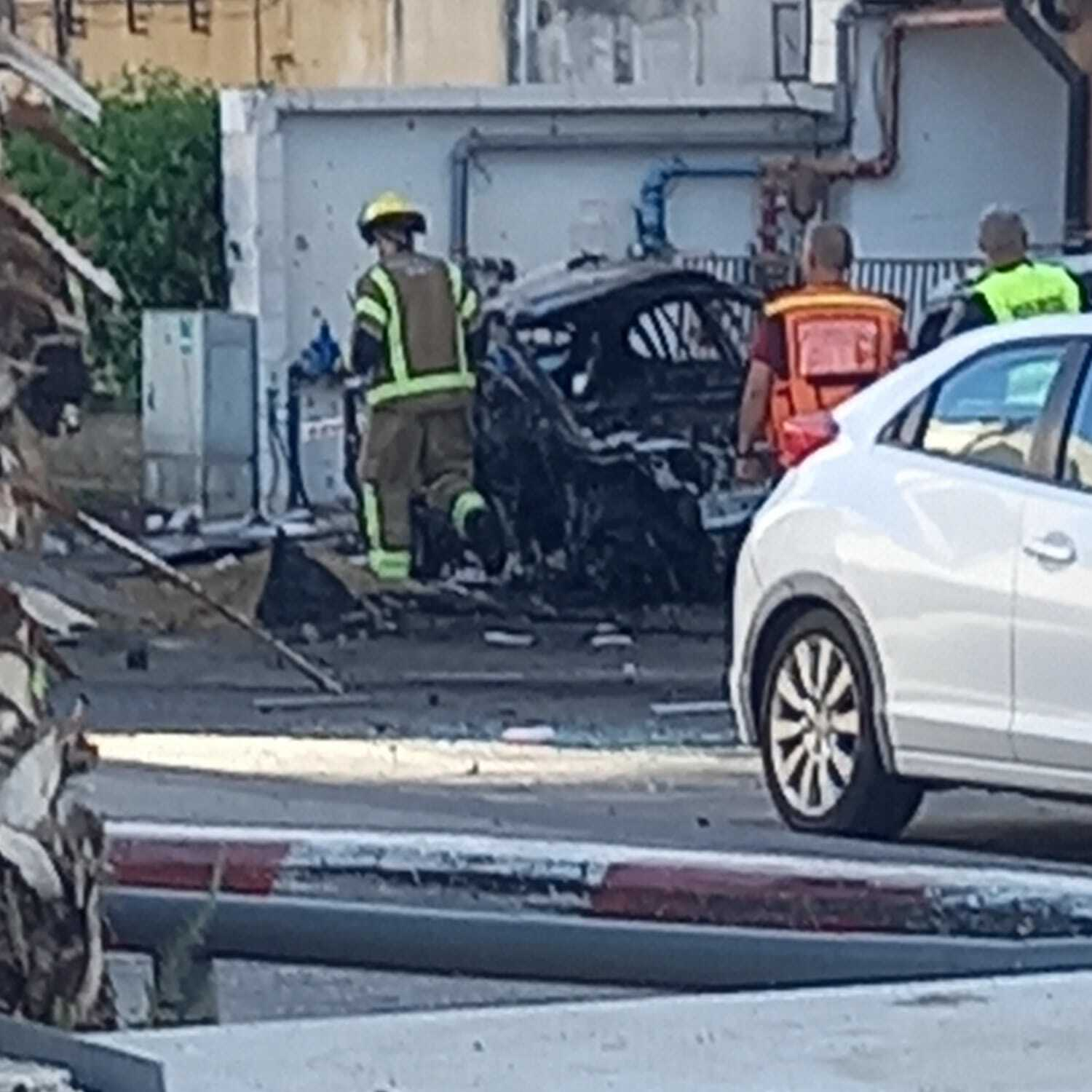
پیامد حمله موشکی در ریشون لتسیون

حدود ساعت ۶:۳۰ صبح به وقت تابستانی اسرائیل در ۷ اکتبر ۲۰۲۳، حماس با اعلام آغاز عملیات طوفان الاقصی اعلام کرد که در مدت ۲۰ دقیقه بیش از ۵٬۰۰۰ موشک از نوار غزه به سمت اسرائیل شلیک کرده است. منابع اسرائیلی از پرتاب حداقل ۳٬۰۰۰ پرتابه از غزه خبر دادند. حداقل پنج نفر بر اثر این حملات راکتی کشته شدند. انفجارها در مناطق اطراف نوار غزه و در شهرهای دشت شارون از جمله جدره، هرزلیه، تل آویو، و اشکلون گزارش شده است. آژیرهای حمله هوایی نیز توسط اسرائیل در بیر شوا، اورشلیم، رهاوت، ریشون لتسیون و پایگاه هوایی پالماچیم فعال شدند. حماس نیز فراخوانی برای فراهم کردن تسلیحات صادر کرده بوده و محمد دیف، فرمانده ارشد نظامی، از مسلمانان در همه جای دنیا، برای حمله به اسرائیل درخواست همکاری کرده است.
شبه‌نظامیان فلسطینی همچنین به سوی قایق‌های اسرائیلی در نزدیکی نوار غزه تیراندازی کردند، در حالی که درگیری‌ها بین فلسطینی‌ها و نیروهای دفاعی اسرائیل در بخش شرقی حصار اطراف غزه، نیز رخ داد. در غروب همان روز، حماس رگبار دیگری با حدود ۱۵۰ راکت به سمت اسرائیل پرتاب کرد که انفجارهایی در یبنه، گیواتائیم، بت یام، بیت دگان، تل آویو و ریشون لتسیون گزارش شد.

## تهاجم به اسرائیل

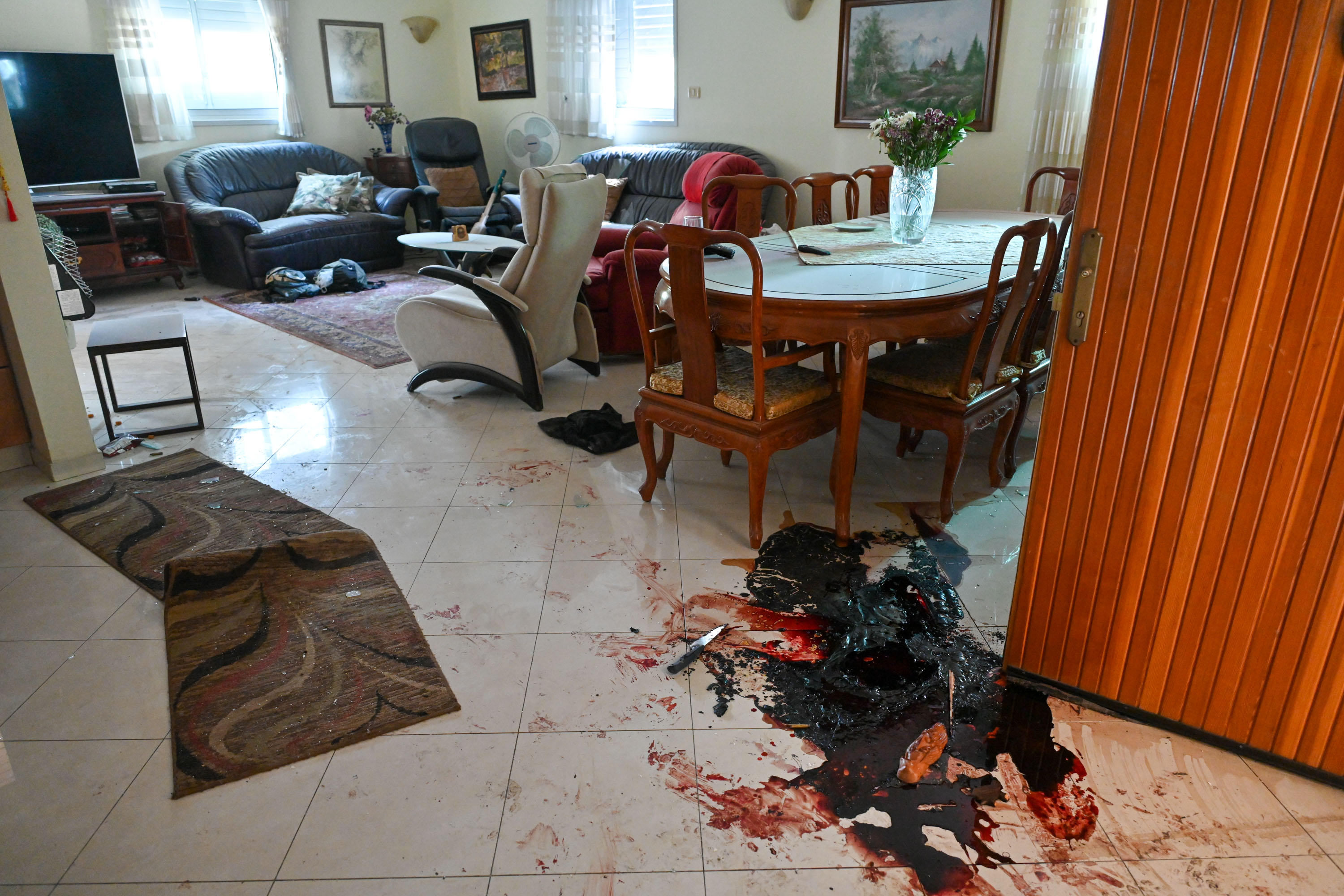
کشتار غیرنظامیان در یک خانه مسکونی (کشتار بئری)

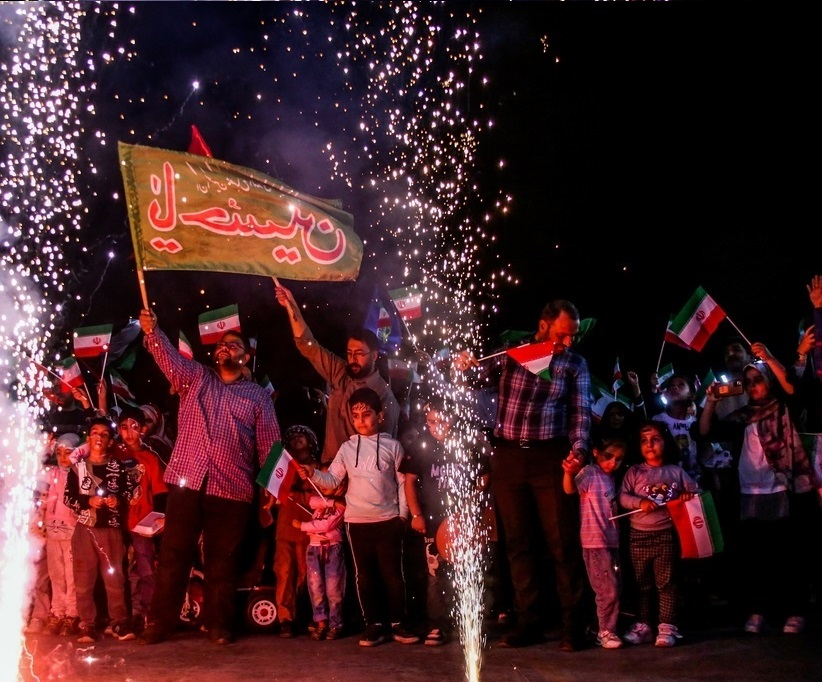
جشن گرفتن حامیان جمهوری اسلامی در ایران، ۷ اکتبر ۲۰۲۳

به‌طور همزمان، حدود ۱٬۰۰۰ مبارز فلسطینی با استفاده از کامیون، وانت، موتورسیکلت، بولدوزر، قایق‌های تندرو و پاراگلایدر از غزه به سمت اسرائیل نفوذ کردند. تصاویر و فیلم‌های باقیمانده از این حملات، مبارزان فلسطینی را مسلح و نقاب‌دار نشان می‌دهد که لباس‌های سیاه پوشیده‌اند و سوار بر کامیون و وانت هستند. همچنین این تصاویر و فیلم‌ها، آتش گشودن در سدروت و کشته شدن ده‌ها غیرنظامی و سرباز اسرائیلی را نشان می‌دهند. ویدئوهای دیگری نیز، یک اسیر اسرائیلی و یک تانک اسرائیلی در حال سوختن را نشان می‌دهند. در این تصاویر و ویدئوها، مبارزان فلسطینی در حال رانندگی با خودروهای نظامی اسرائیل هستند. بر اساس گزارش‌ها، به شبه‌نظامیان دستور داده شد تا به جمعیت غیرنظامی از جمله مدارس ابتدایی و یک مرکز جوانان حمله کنند تا «تا حد امکان مردم را بکشند» و گروگان‌های اسرائیلی را برای استفاده در مذاکرات آتی و برای تبادل با اسیران فلسطینی، نگه دارند. نیروهای فلسطینی، عامل ایجاد حوادث مختلف، از جمله کشتن همه گروگان‌ها، آتش زدن خانه‌ها و سایر اموال اسرائیل بوده‌اند. نیروهای فلسطینی با استفاده از گروگان‌ها به عنوان سپر انسانی، آماده حمله بوده‌اند.
در همان صبح، یک قتل‌عام در یک جشنواره موسیقی در نزدیکی رعیم رخ داد که منجر به کشته شدن حداقل ۲۶۰ نفر شد و بسیاری هنوز مفقود هستند. شاهدان از نیروهای فلسطینی سوار بر موتور سیکلت نقل کرده‌اند که به شرکت کنندگان در حال فرار تیراندازی می‌کرده‌اند. برخی نیز گروگان گرفته شدند. نیروهای فلسطینی در این حملات، غیرنظامیان را در نیر اوز، بئری و نتیو هااسارا، به رگبار بسته‌اند، ۲۰۰ غیرنظامی در کشتار کفار عزه، ۱۰۸ نفر در کشتار عام بئری، و ۱۵ نفر در کشتار نتیو هااسارا کشته شدند، همچنین گزارش شده است که افرادی نیز در افکیم، به گروگان گرفته شده‌اند. حتی برخی از خبرگزاری‌های وابسته به اسرائیل، کشتن یا ربوده شدن حیوانات خانگی توسط شبه‌نظامیان حماس را، گزارش کرده‌اند. حماس اعلام کرد که برای وادار کردن اسرائیل به آزادی اسرای فلسطینی خود، زندانی را به خود اختصاص داده است و مدعی شد که برای آزادی همه فلسطینی‌های زندانی (از جمله زنان و کودکان) به اندازه کافی از اسرائیل، اسیر گرفته است.
در این حملات به هیچ‌یک از ساکنان نیر ام آسیبی نرسید. اینبال رابین-لیبرمن، هماهنگ‌کننده امنیتی ۲۵ ساله، همراه با عمویش آمی، چندین شبه‌نظامی را که قصد نفوذ به مزرعه مرغ در آن نزدیکی را داشتند، کشتند. آنها با موفقیت بقیه نیروهای فلسطینی مهاجم را از ورود به جامعه بازداشتند.
شبه‌نظامیان حماس یک فرود آبی–خاکی در زکیم انجام دادند. منابع فلسطینی مدعی هستند که پایگاه محلی ارتش اسرائیل مورد حمله قرار گرفته است. ارتش اسرائیل گفت که دو مهاجم را در ساحل کشته و چهار کشتی از جمله دو قایق لاستیکی را منهدم کرده است. یک پایگاه نظامی در خارج از ناحال اوز نیز توسط نیروهای فلسطینی تصرف شد و حداقل دو سرباز اسرائیلی کشته و شش نفر دیگر اسیر شدند.
درگیری بین نیروهای فلسطینی و نیروهای اسرائیلی در پایگاه نظامی رعیم، مقر لشکر غزه، نیز گزارش شده است. بعداً گزارش شد که حماس کنترل این پایگاه را به دست گرفته و چندین سرباز اسرائیلی را به اسارت گرفته است. ارتش اسرائیل در اواخر آن روز، کنترل خود را دوباره به دست آورده است. گزارش شده است که ایستگاه پلیس سدروت تحت کنترل حماس قرار گرفته است و نیروهای فلسطینی، ۳۰ اسرائیلی از جمله پلیس و غیرنظامیان را کشته‌اند.
چندین گروه فلسطینی حمایت خود را از این عملیات اعلام کردند. بریگادهای مقاومت ملی و جبهه دموکراتیک برای آزادی فلسطین (DFLP)، مشارکت خود را در این عملیات از طریق سخنگوی نظامی خود ابوخالد، تأیید کردند، و گفتند سه جنگجو را در نبرد با ارتش اسرائیل از دست داده‌اند. جبهه مردمی برای آزادی فلسطین، یکی دیگر از گروه‌های شبه‌نظامی سوسیالیست فلسطینی، و گروه «لانه شیرها»، حمایت خود را از این عملیات اعلام کردند و آمادگی حداکثری و بسیج عمومی را در میان نیروهای خود ایجاد کردند و گردان‌های ابوعلی مصطفی (PFLP)، ویدئوهایی را از یورش به برج‌های دیده‌بانی اسرائیل منتشر کرد.
یک سخنگوی ارتش اسرائیل اظهار داشت که شبه‌نظامیان غزه از حداقل هفت نقطه وارد اسرائیل شده و به چهار اجتماع کوچک روستایی اسرائیل، شهر مرزی سدروت و دو پایگاه نظامی از زمین و دریا حمله کرده‌اند. رسانه‌های اسرائیلی گزارش دادند که هفت منطقه از جمله ناحال اوز، کفار عزه، ماگن، بئری و صوفه تحت کنترل حماس قرار گرفته است. گزارش شده است که گذرگاه اریز تحت کنترل حماس قرار گرفته و نیروهای فلسطینی را قادر می‌سازد تا از طریق غزه، وارد اسرائیل شوند. کوبی شبتای، کمیسر پلیس اسرائیلی، اذعان داشته که در ۲۱ نقطه در جنوب اسرائیل، درگیری شدید وجود داشته است.

## نگارخانه
- اعدام و به قتل رسیدن یک غیرنظامی توسط سربازان حماس
- نیروهای فلسطینی در حال دنبال کردن و کشتار غیرنظامیان اسرائیلی

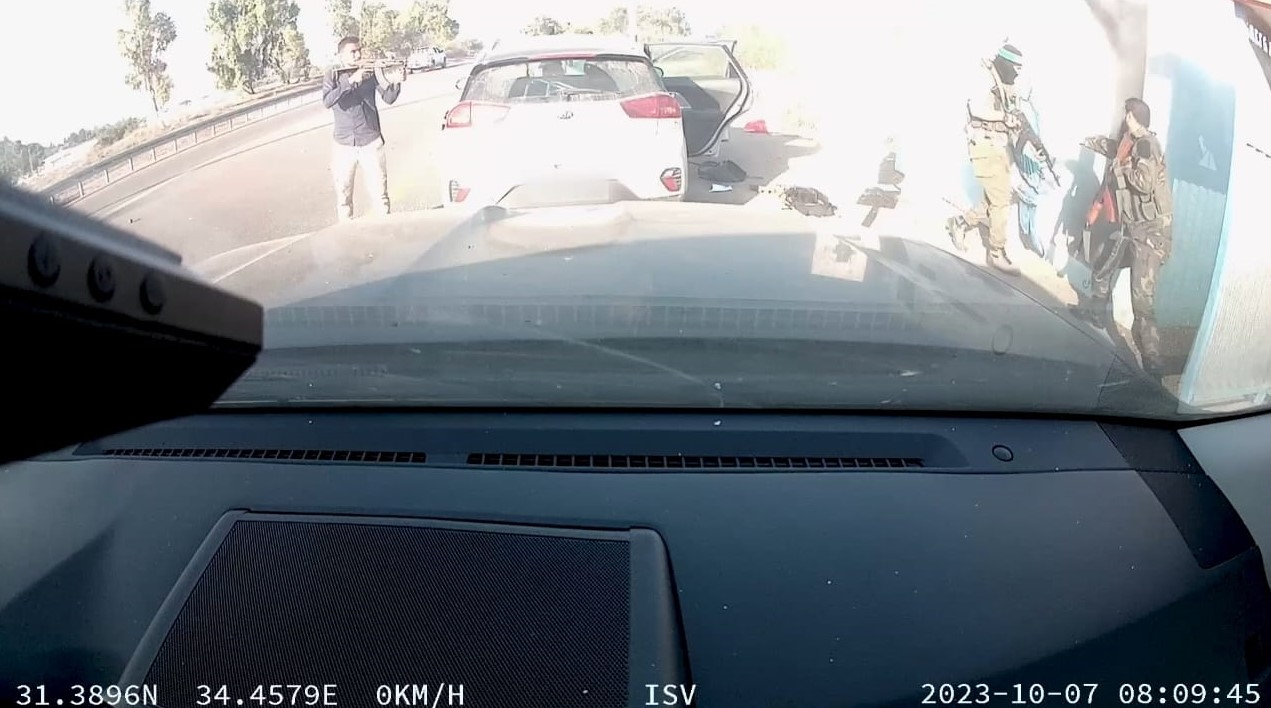
یک غیرنظامی فلسطینی مسلح در کنار نظامیان حماس
بیش از ۳۵۰ غیرنظامی در جشنواره موسیقی رعیم توسط حماس به قتل رسیدند.
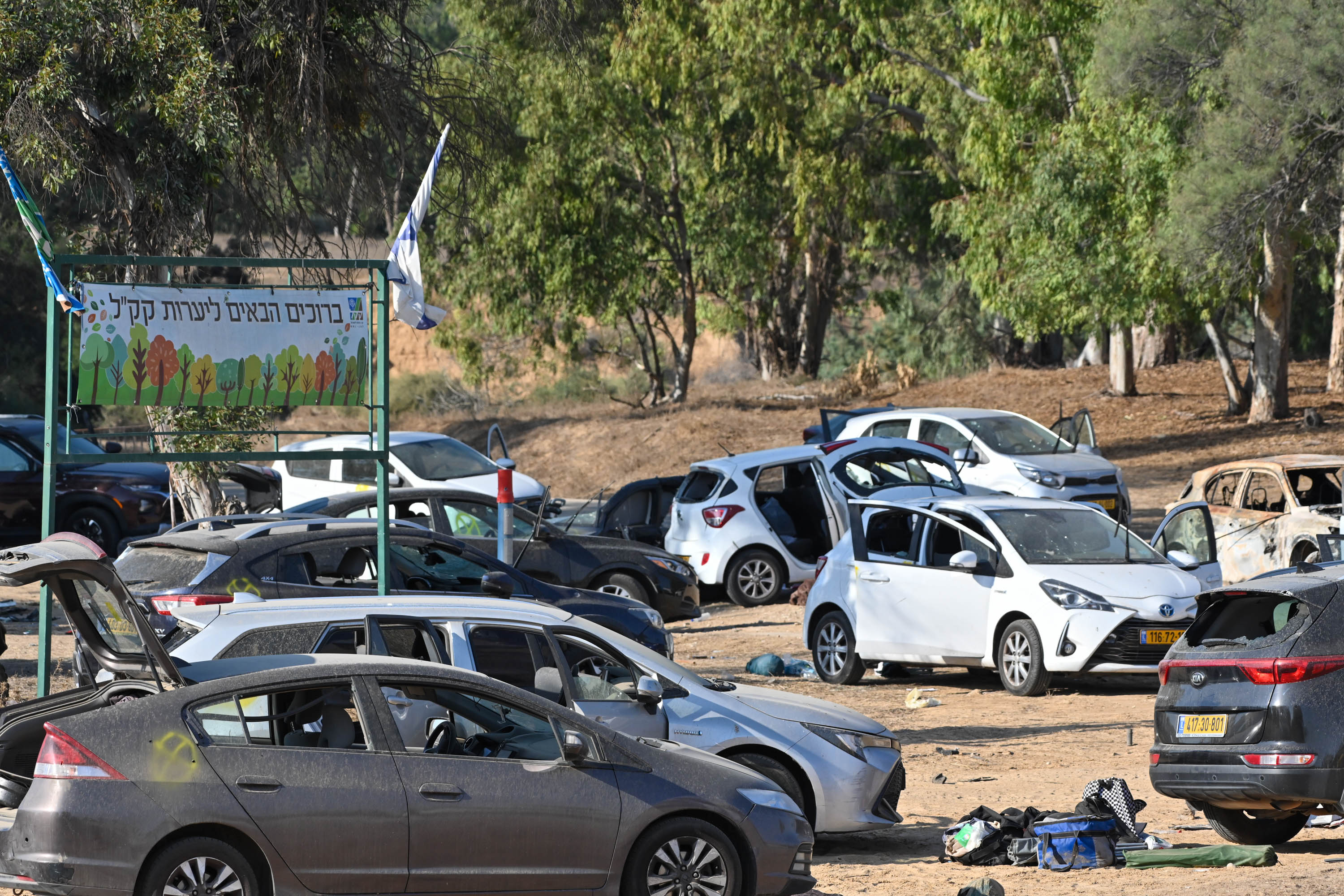
خودروهای رها شده پس از کشتار غیرنظامیان اسرائیلی در جشنواره موسیقی رعیم
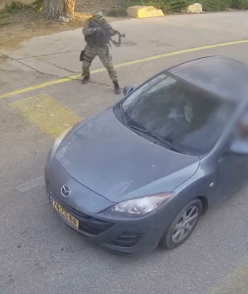
شلیک مستقیم سرباز حماس به غیرنظامیان درون یک خودرو
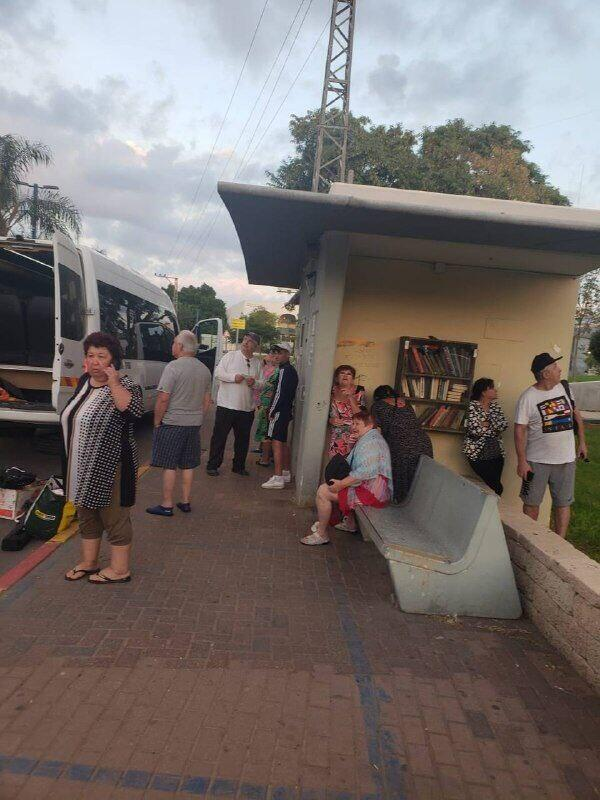
افراد غیرنظامی در ایستگاهی اتوبوس، لحظاتی قبل از قتل‌عام توسط نیروهای حماس
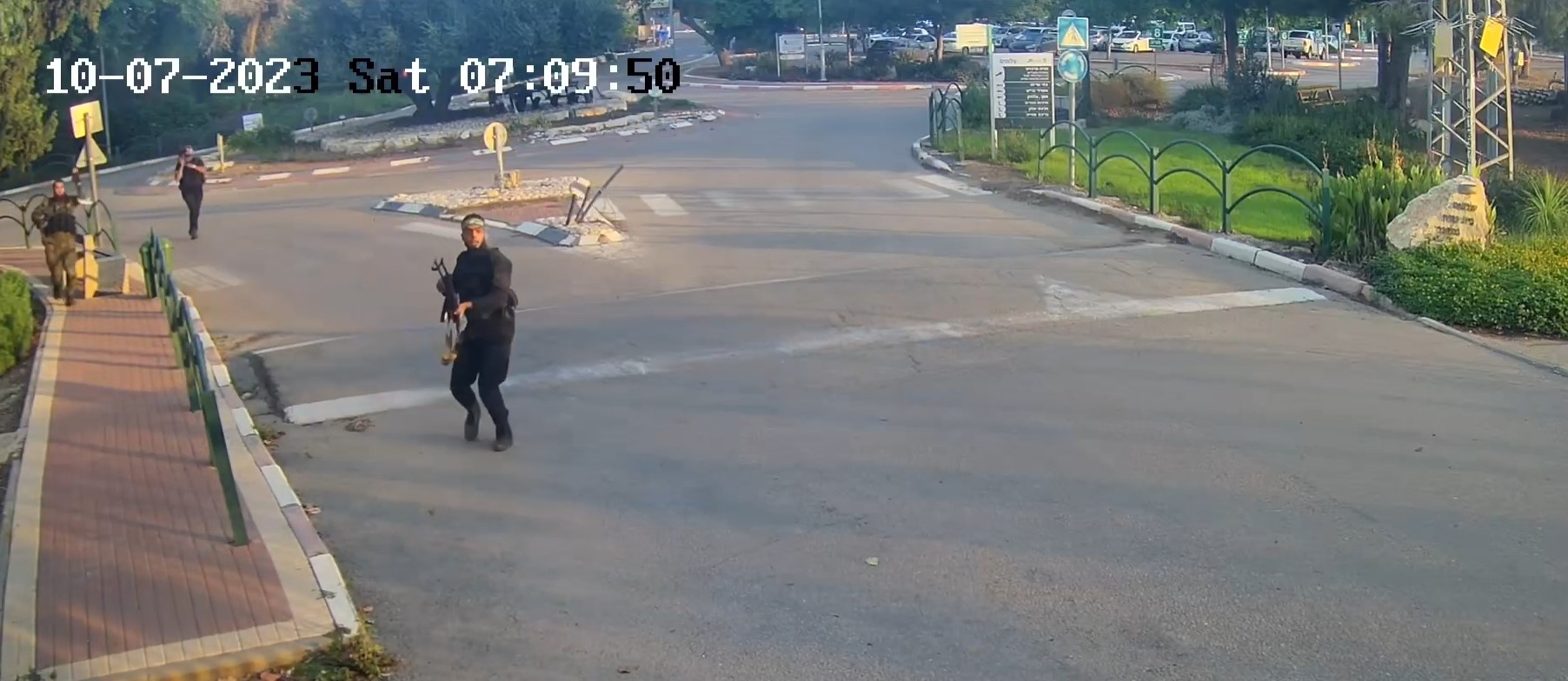
نیروهای حماس در حال کمین برای کشتار و گروگان گرفتن افراد غیرنظامی
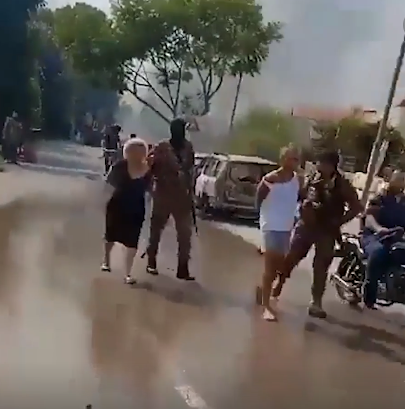
نظامیان فلسطینی در حال گروگان گرفتن زنان سالمند
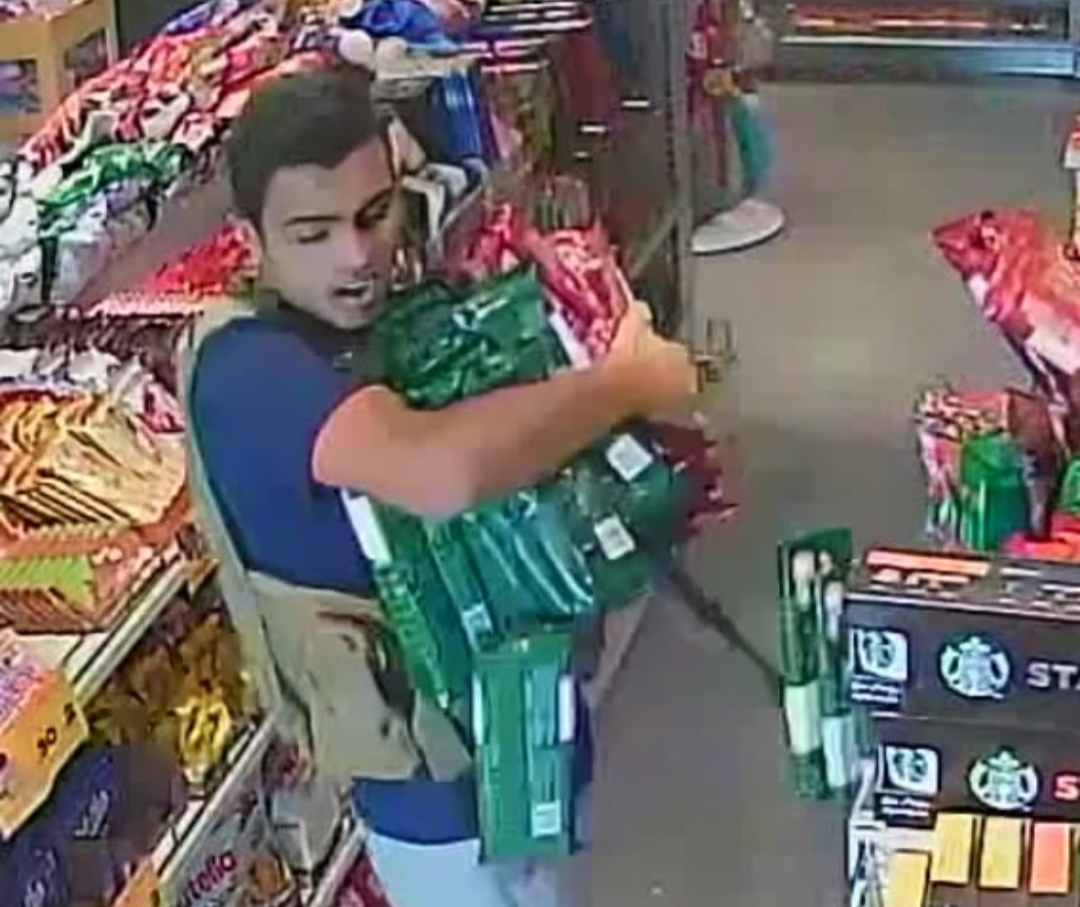
یک فلسطینی در حال غارت مغازه ای در اسرائیل
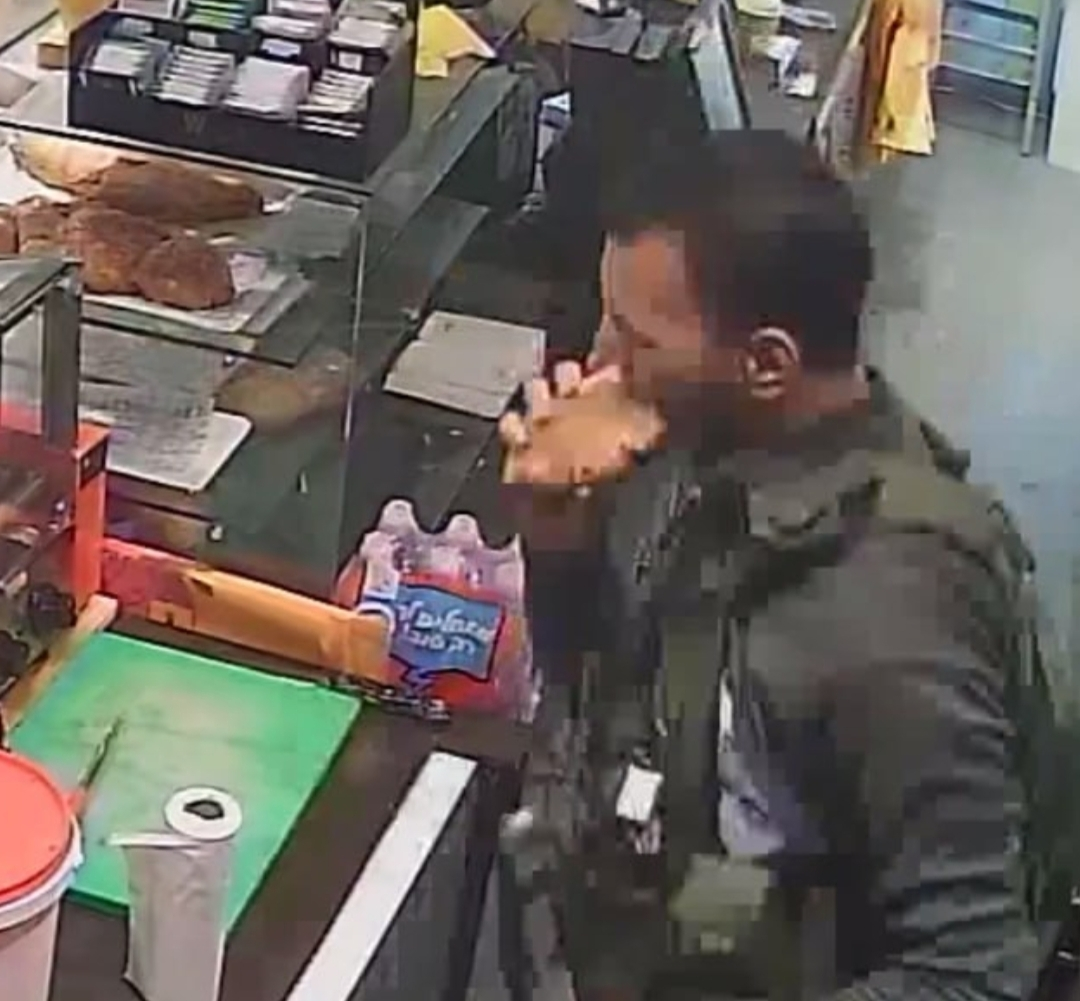
سرباز حماس لحظاتی قبل از کشتار صاحب و کارکنان یک مغازه
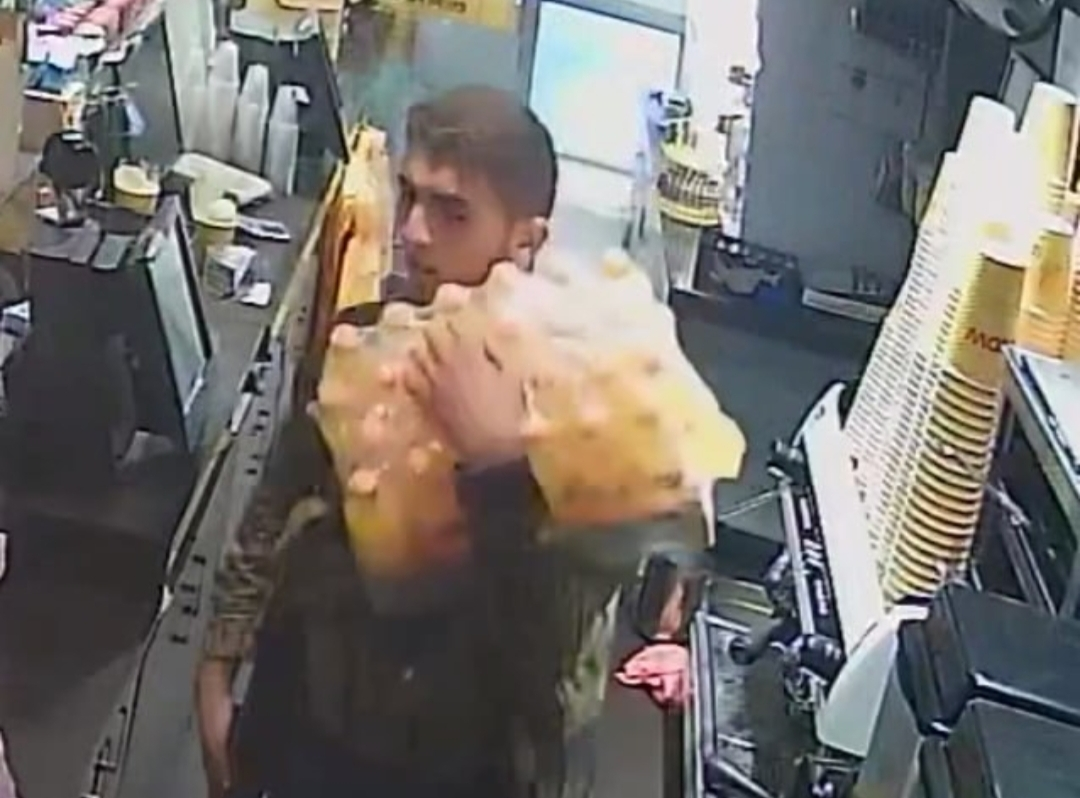
مغازه‌های متعددی درآن روز مورد غارت واقع شدند
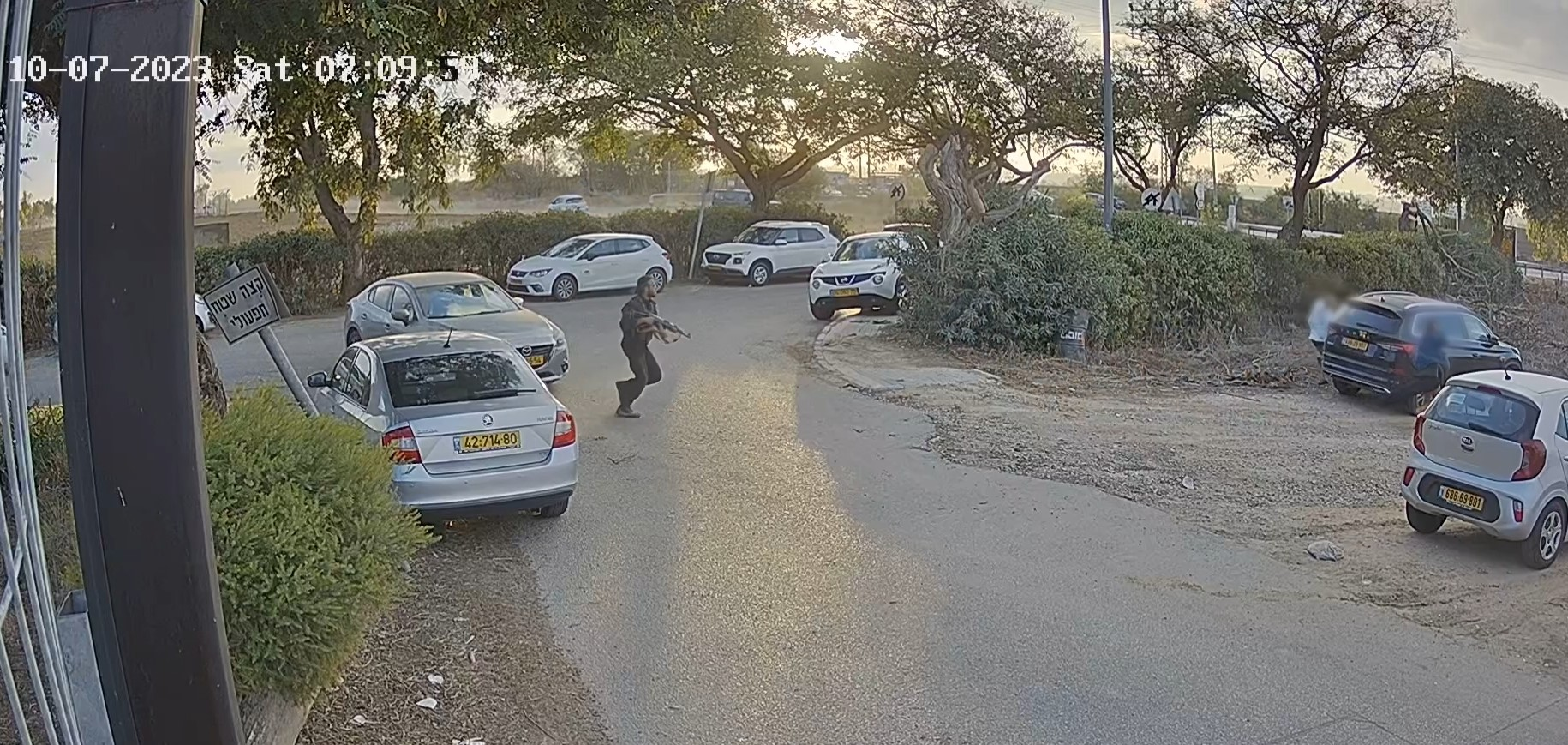
یک نظامی حماس در حال دنبال کردن دو غیرنظامی اسرائیلی، لحظاتی قبل از کشتن آنان
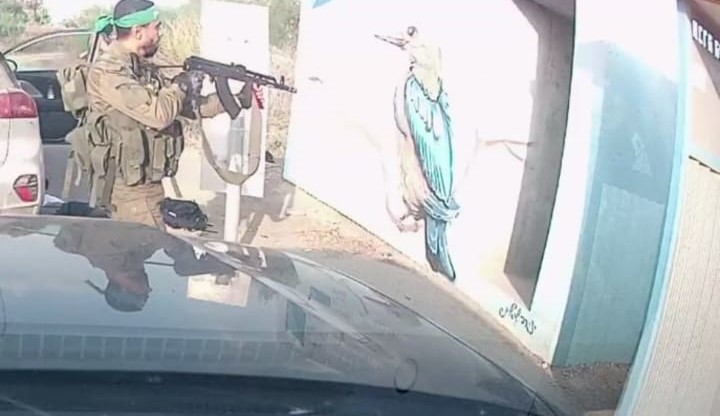
سرباز حماس در حال شلیک مستقیم به غیرنظامیان درون یک پناهگاه
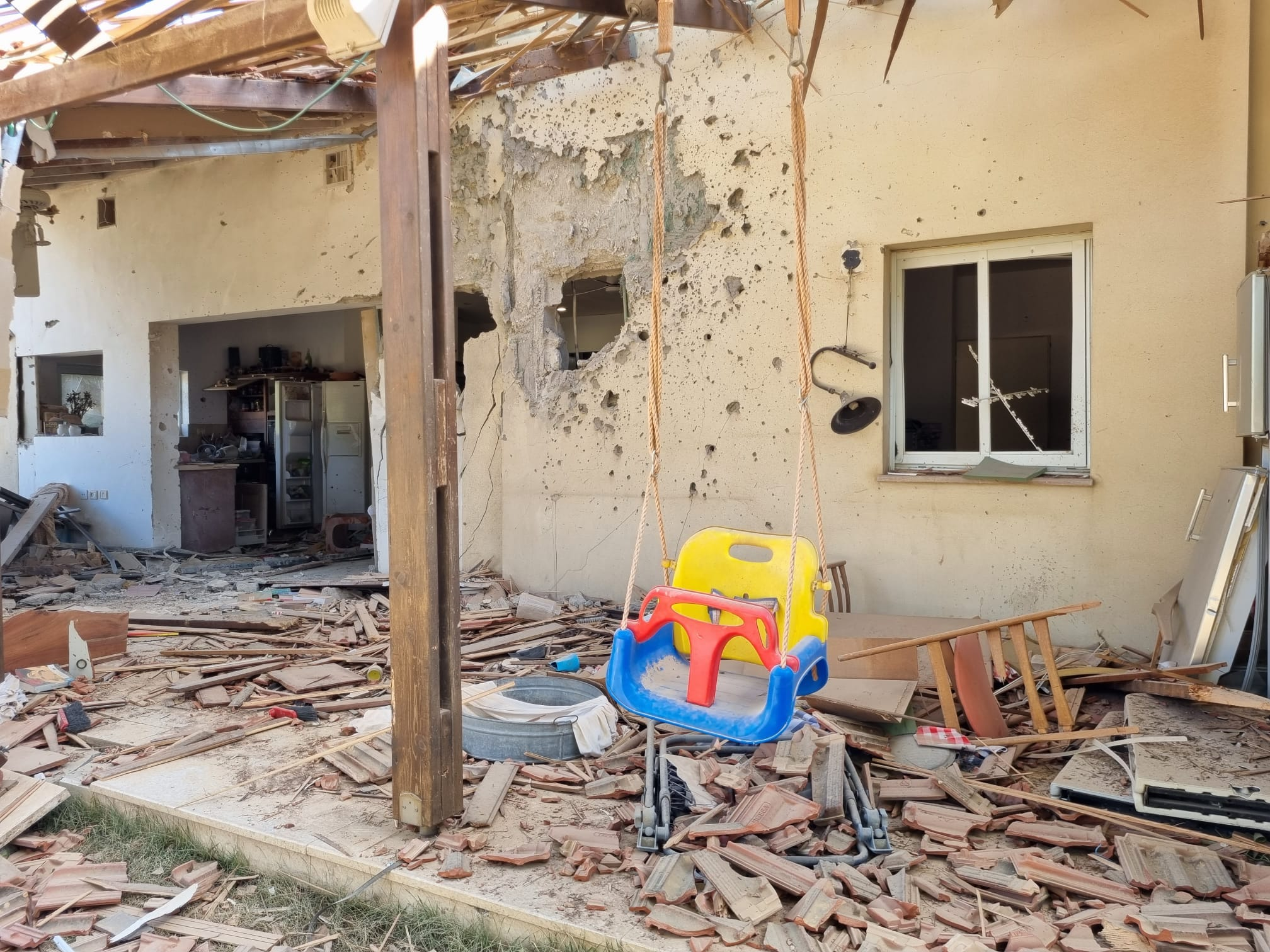
یک خانه غیرنظامی پس از تخریب و کشتار اعضای خانواده درون آن
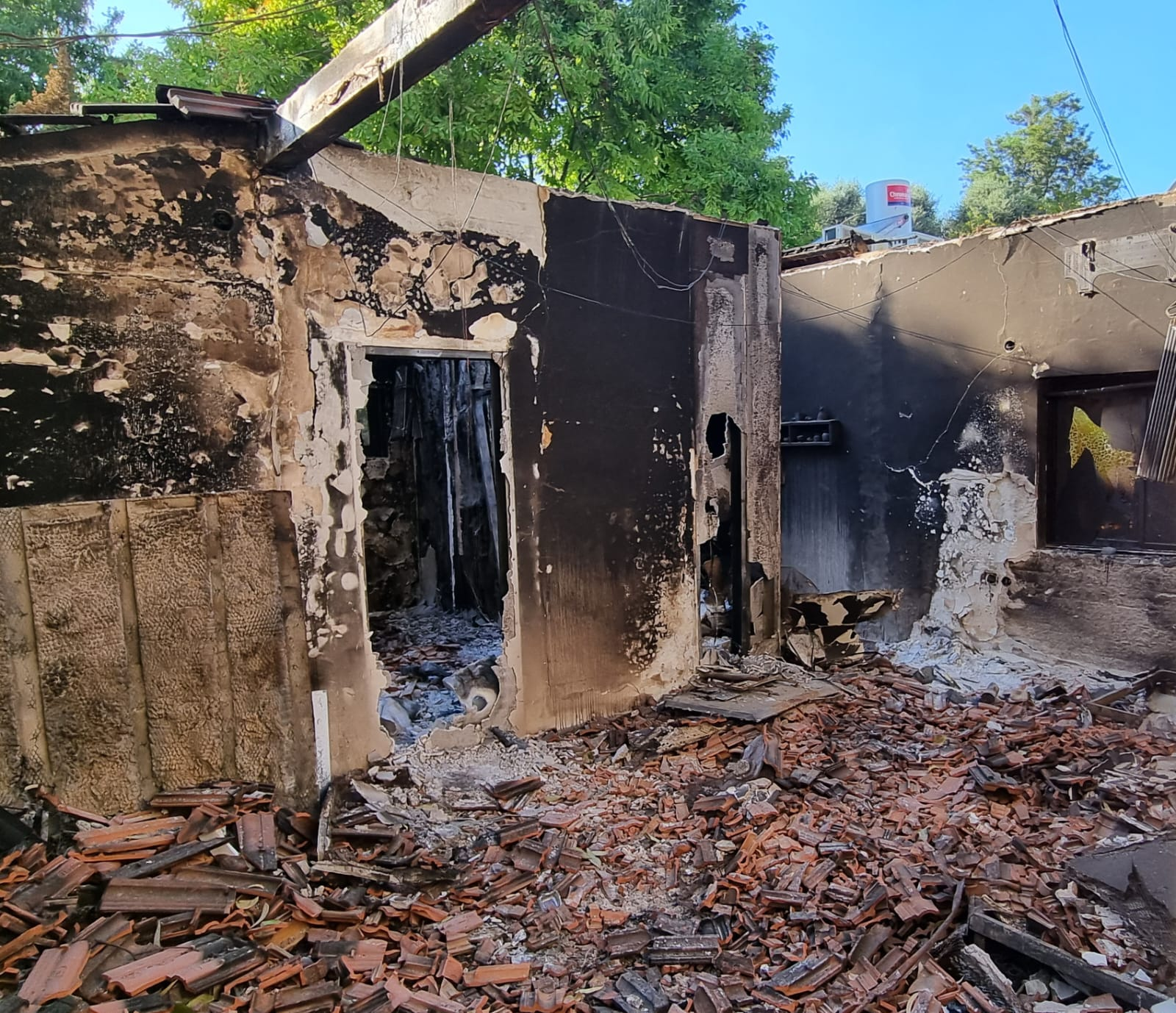
خانه ای پس از به آتش کشیده شدن توسط نیروهای حماس
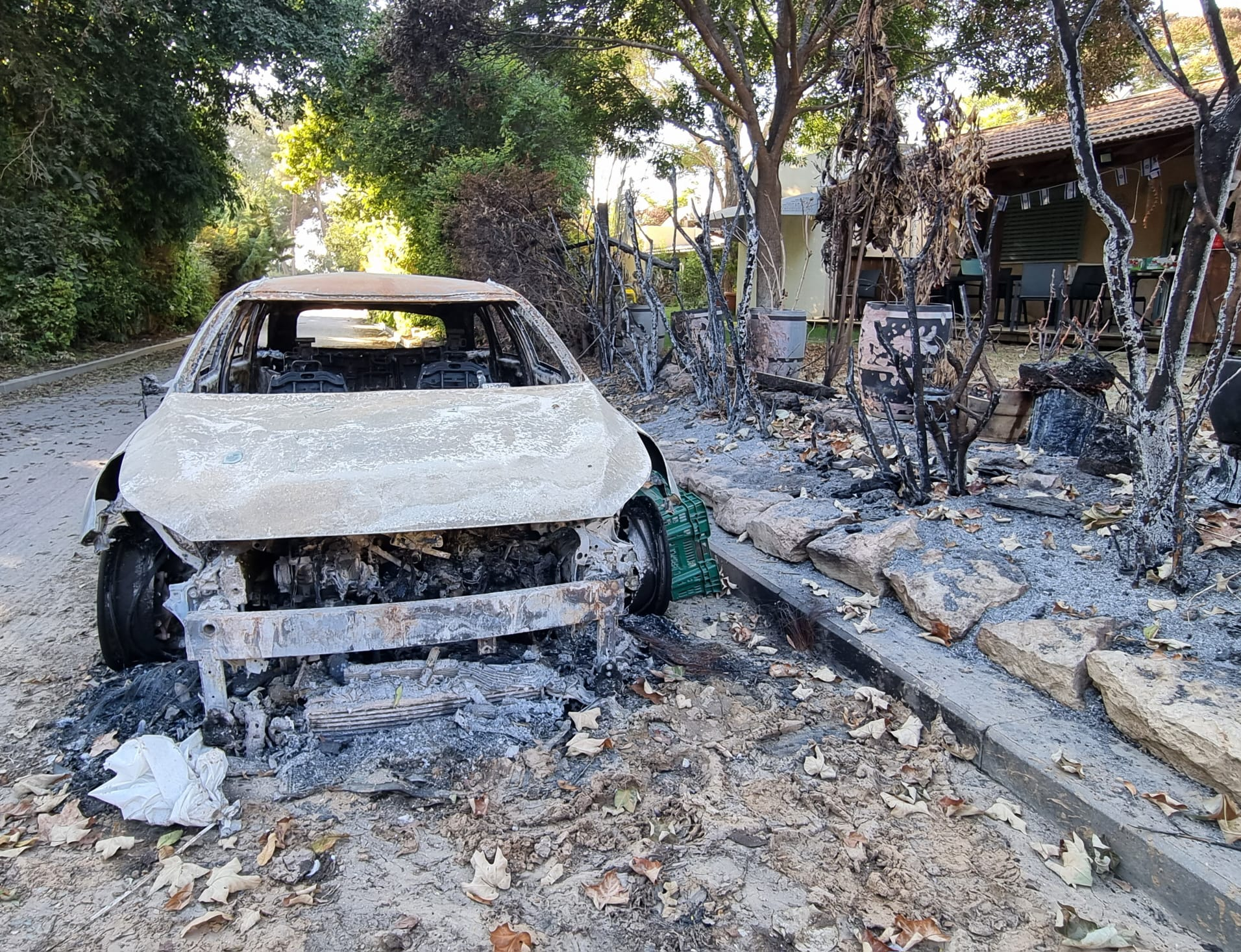
خودروهای غیرنظامی متعددی (با سرنشینان درون آن) توسط حماس در آن روز به آتش کشیده شد
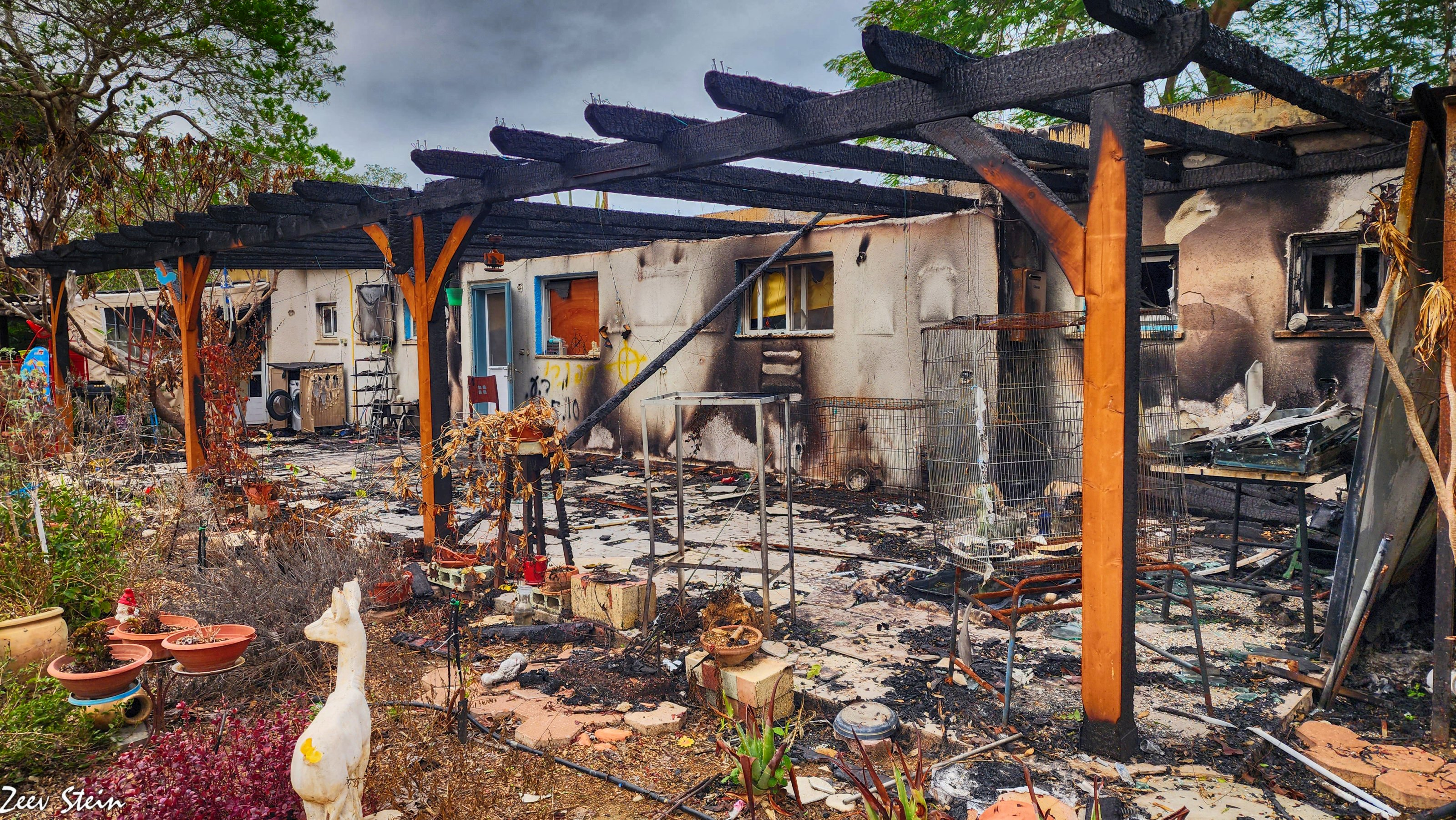
خانه ای پس از گلوله باران و به آتش کشیده شدن توسط نیروهای حماس
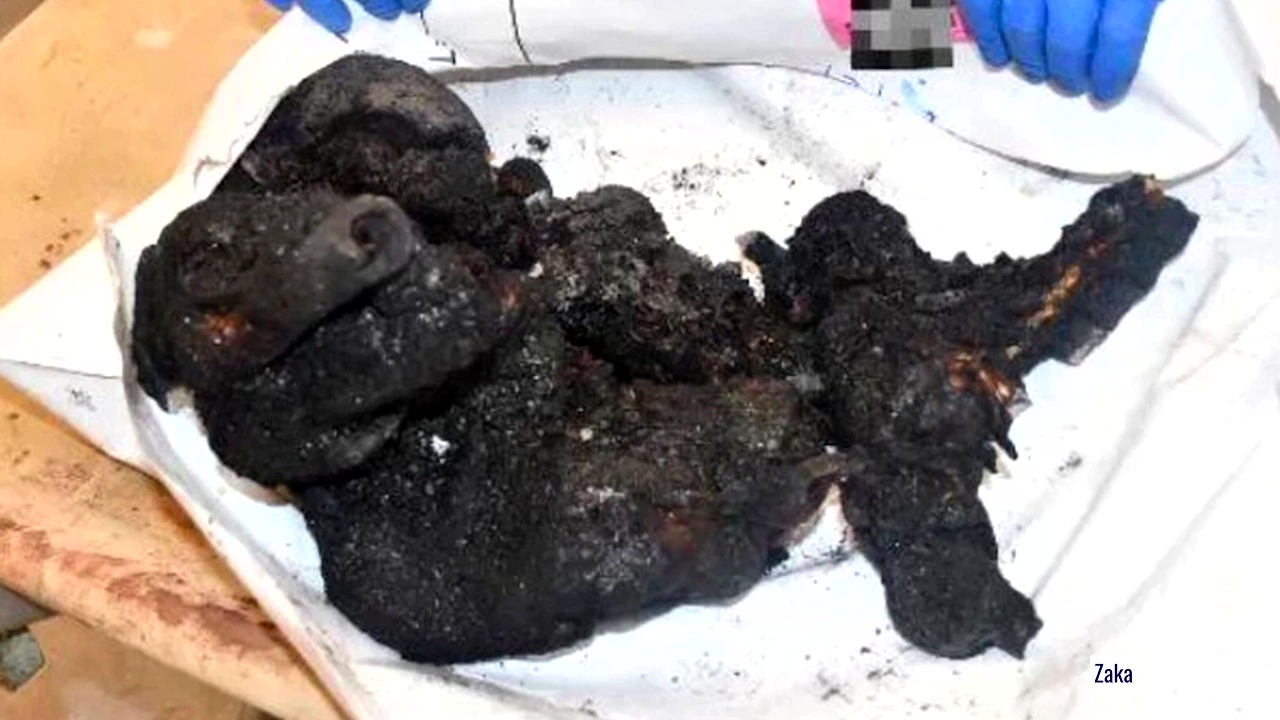
جسد سوختهٔ یک نوزاد در حمله حماس
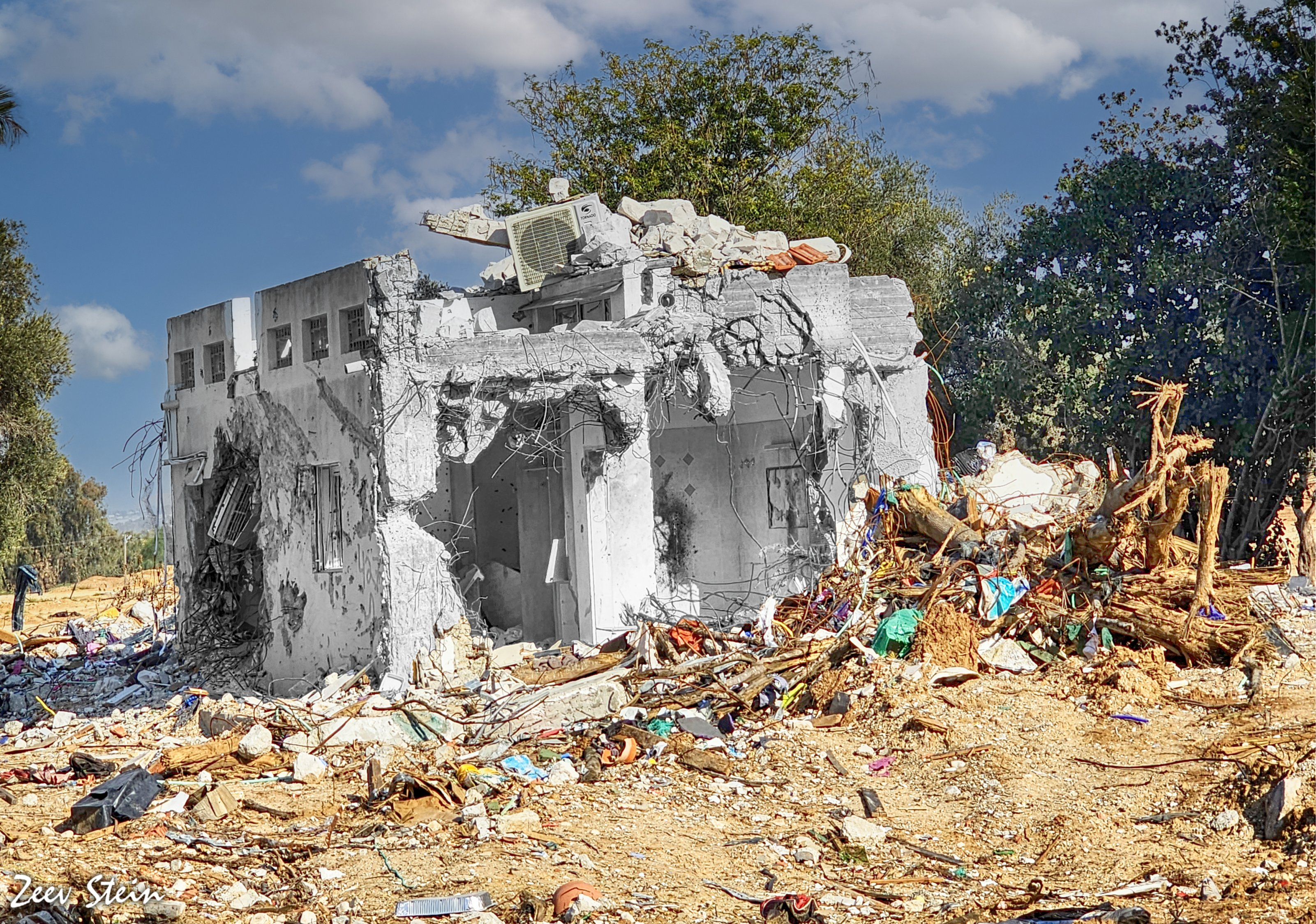
تخریب یک خانه توسط سربازان حماس
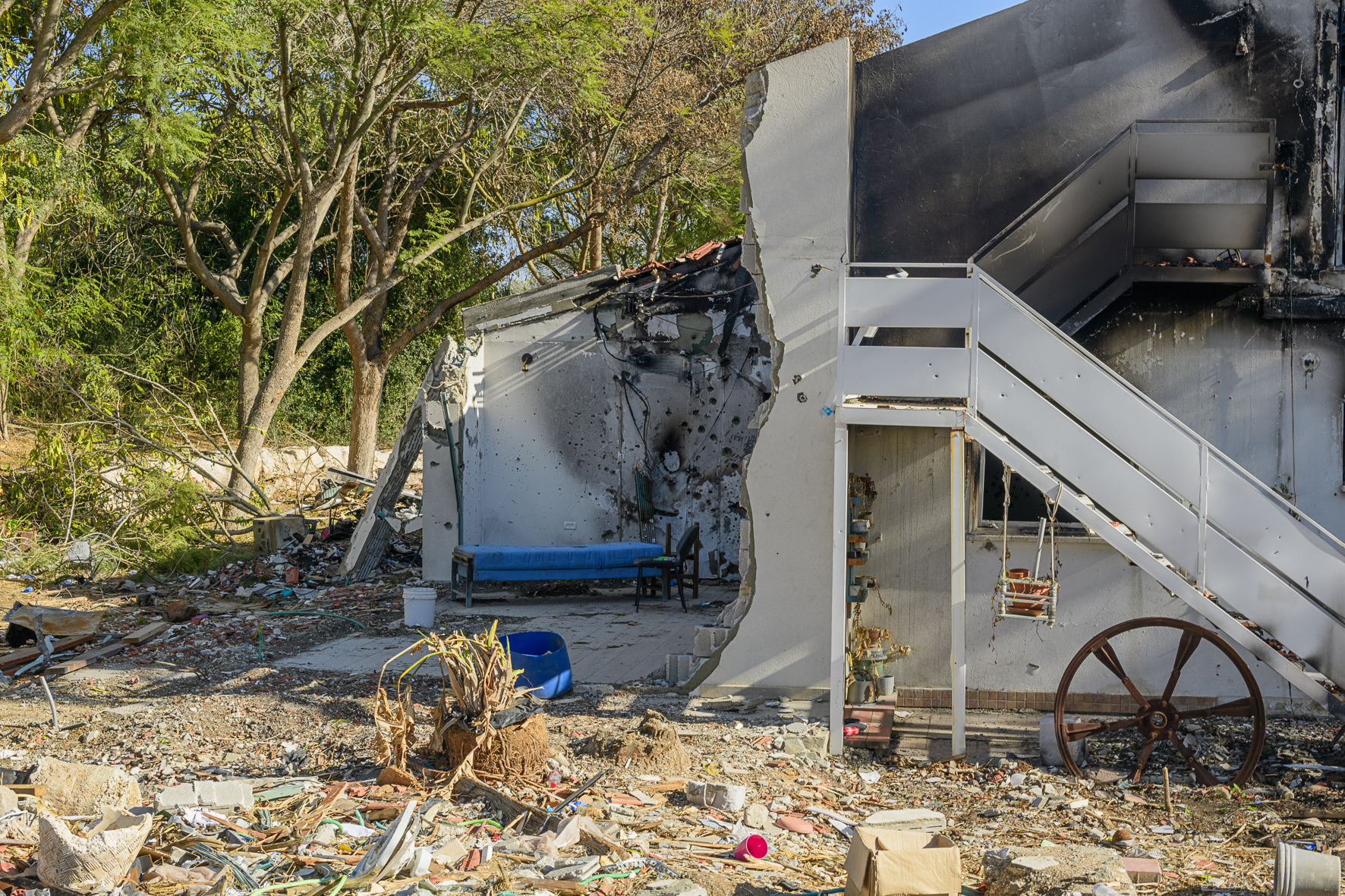
بیش از ۹۰ غیرنظامی در بئری کشته یا توسط حماس به گروگان گرفته شدند
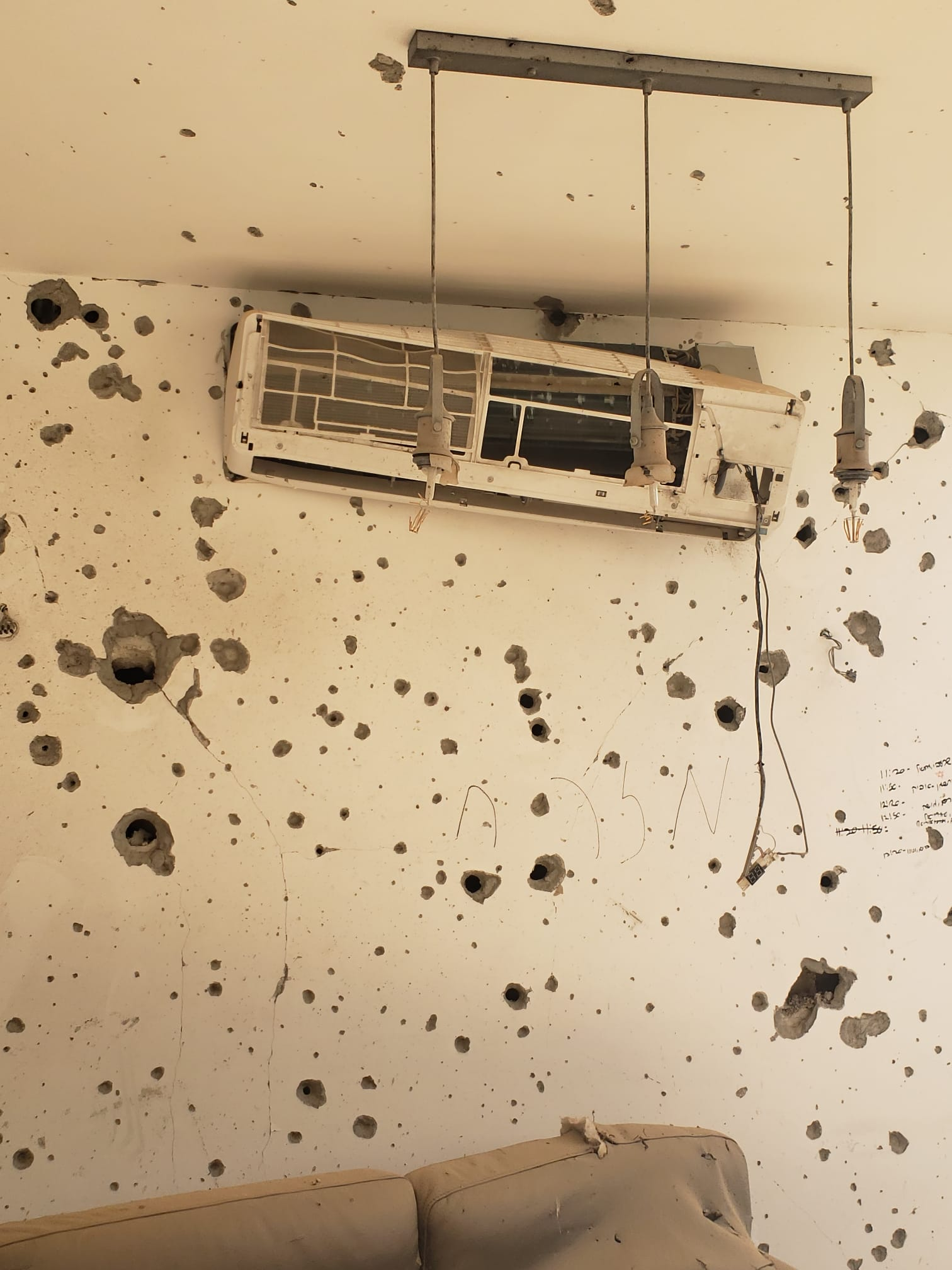
گلوله باران خانه ای در یکی از روستاهای اسرائیل
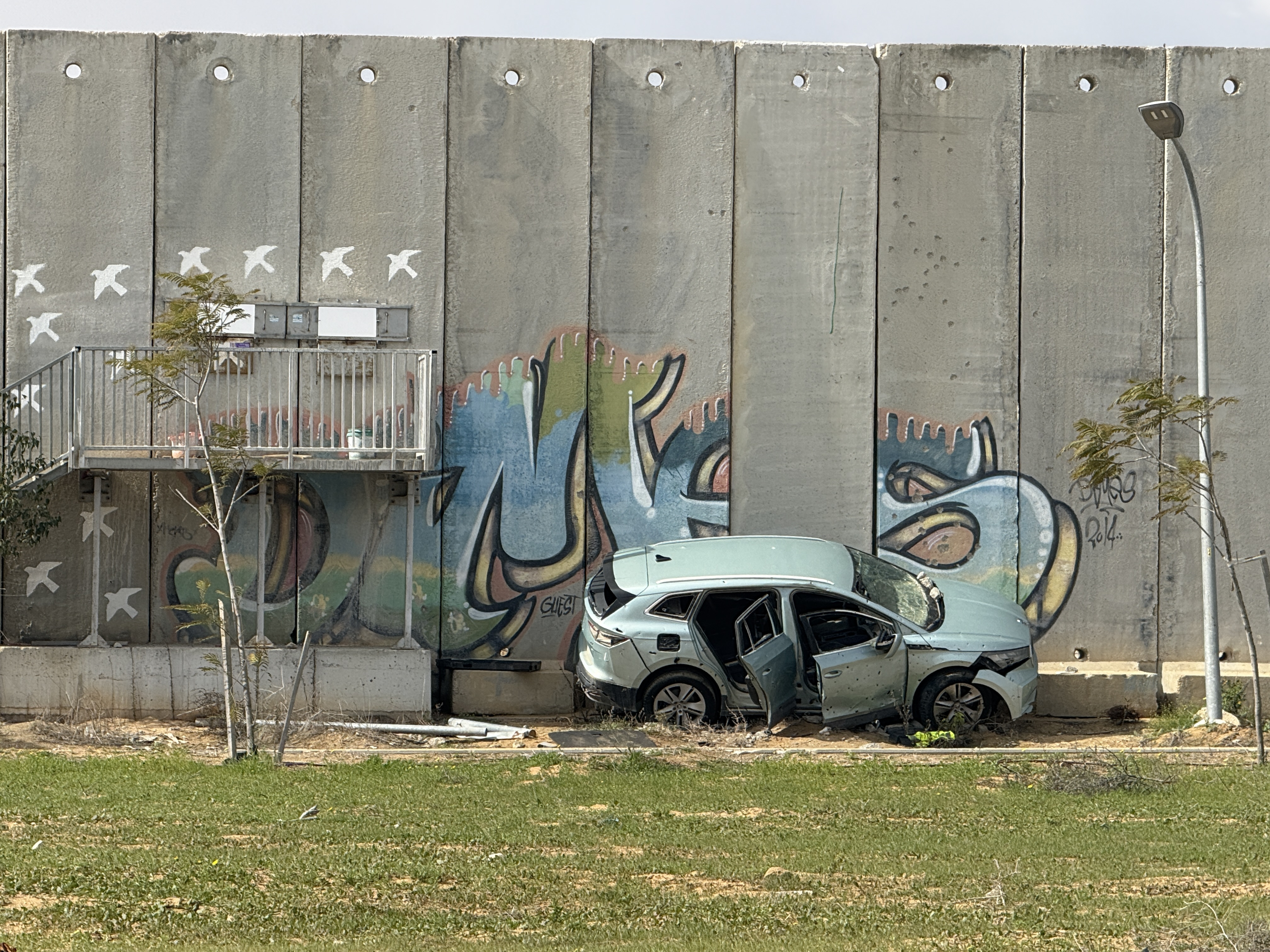
ماشینی در پارک کودکان، پس از کشته شدن سرنشینان آن
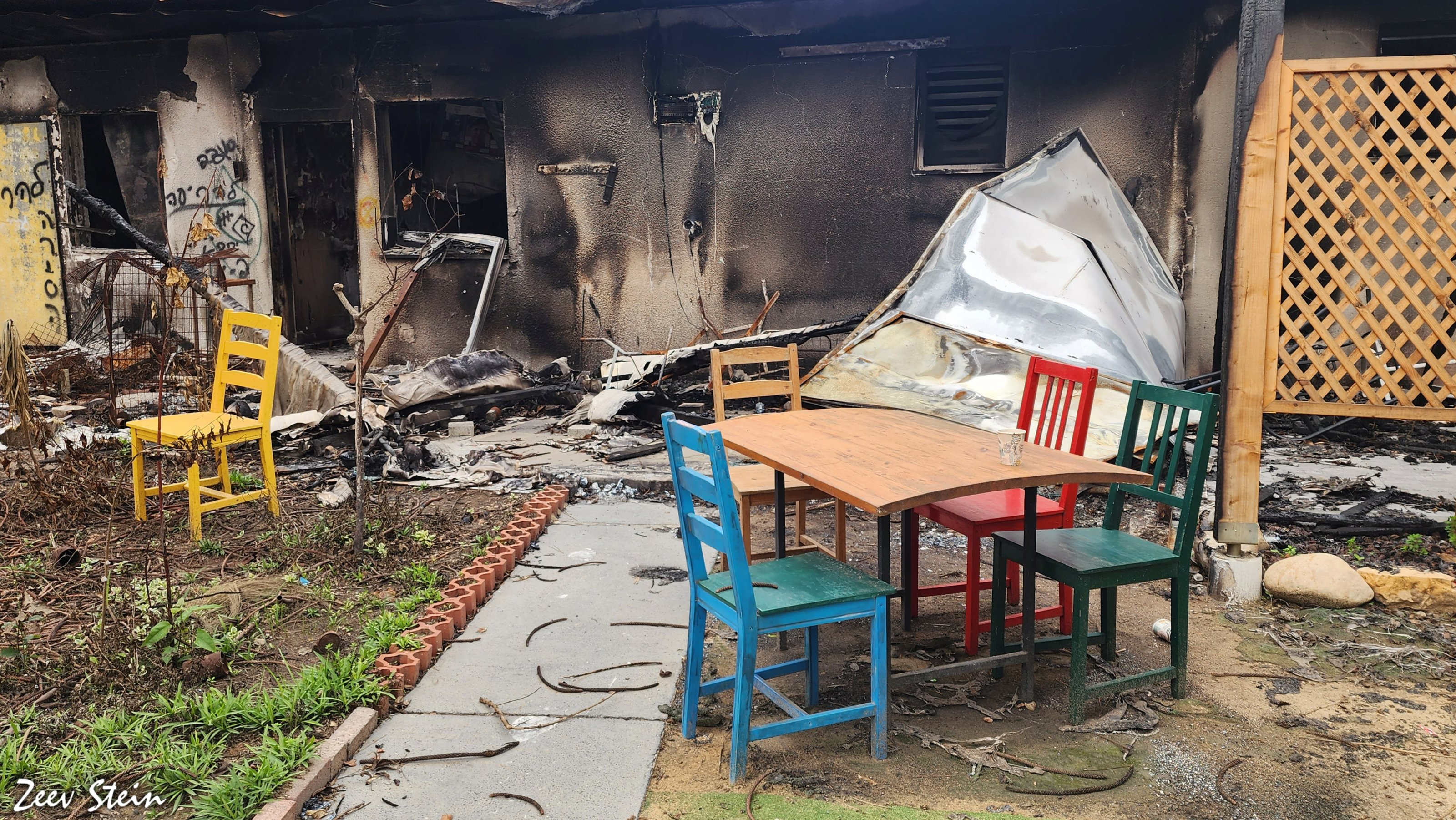
خانه ای سوخته در حمله حماس
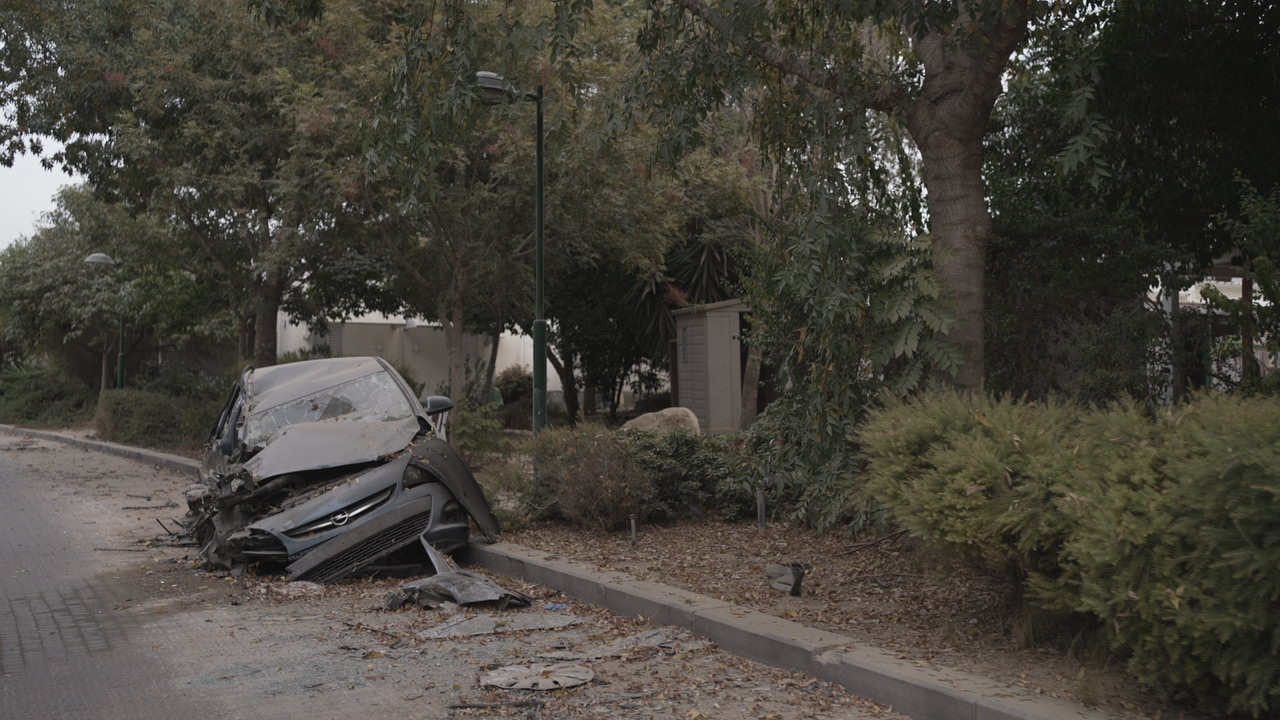
خودرویی پس از برخورد آرپی‌جی
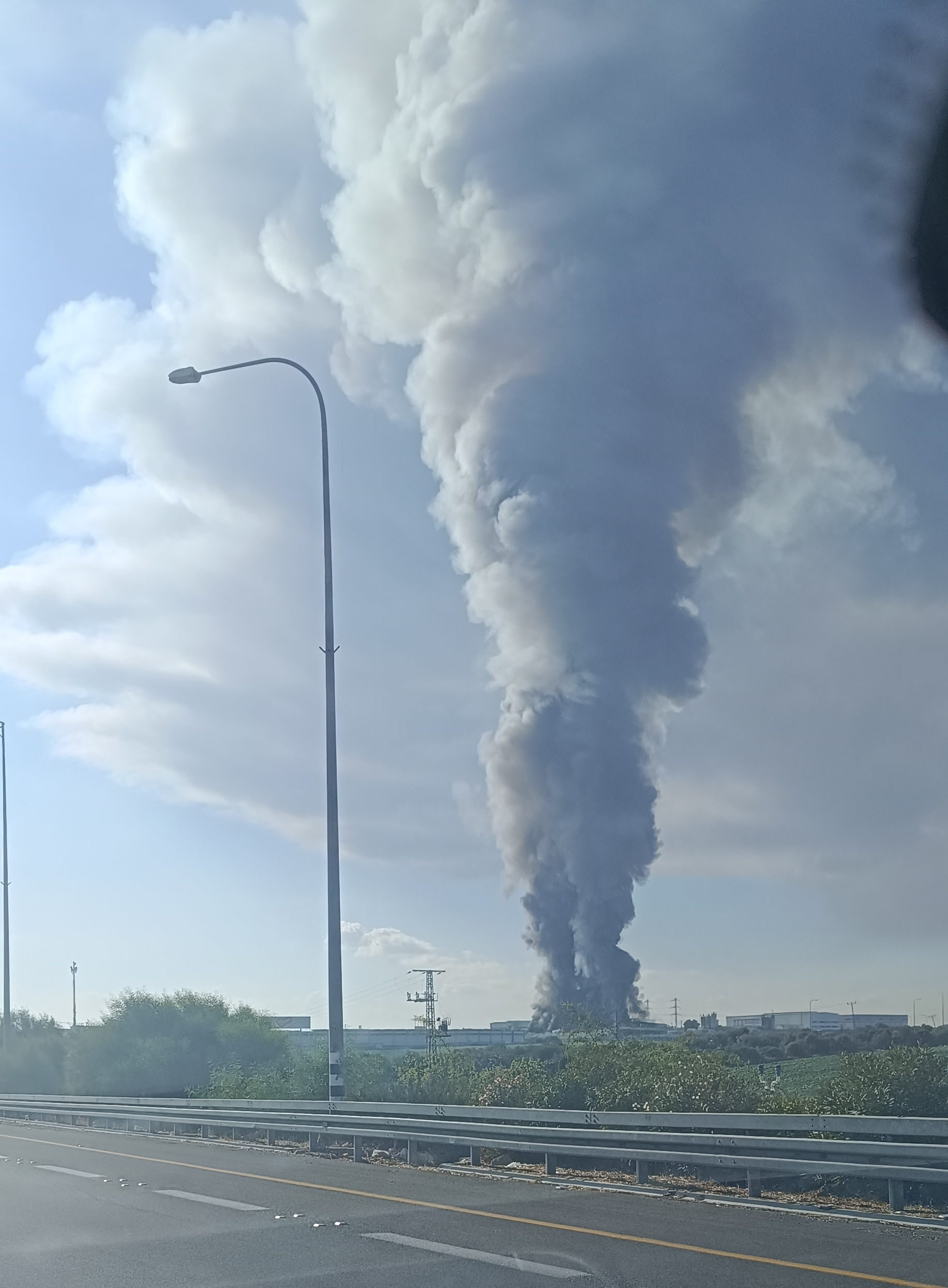
آتش سوزی بزرگ در گدرا
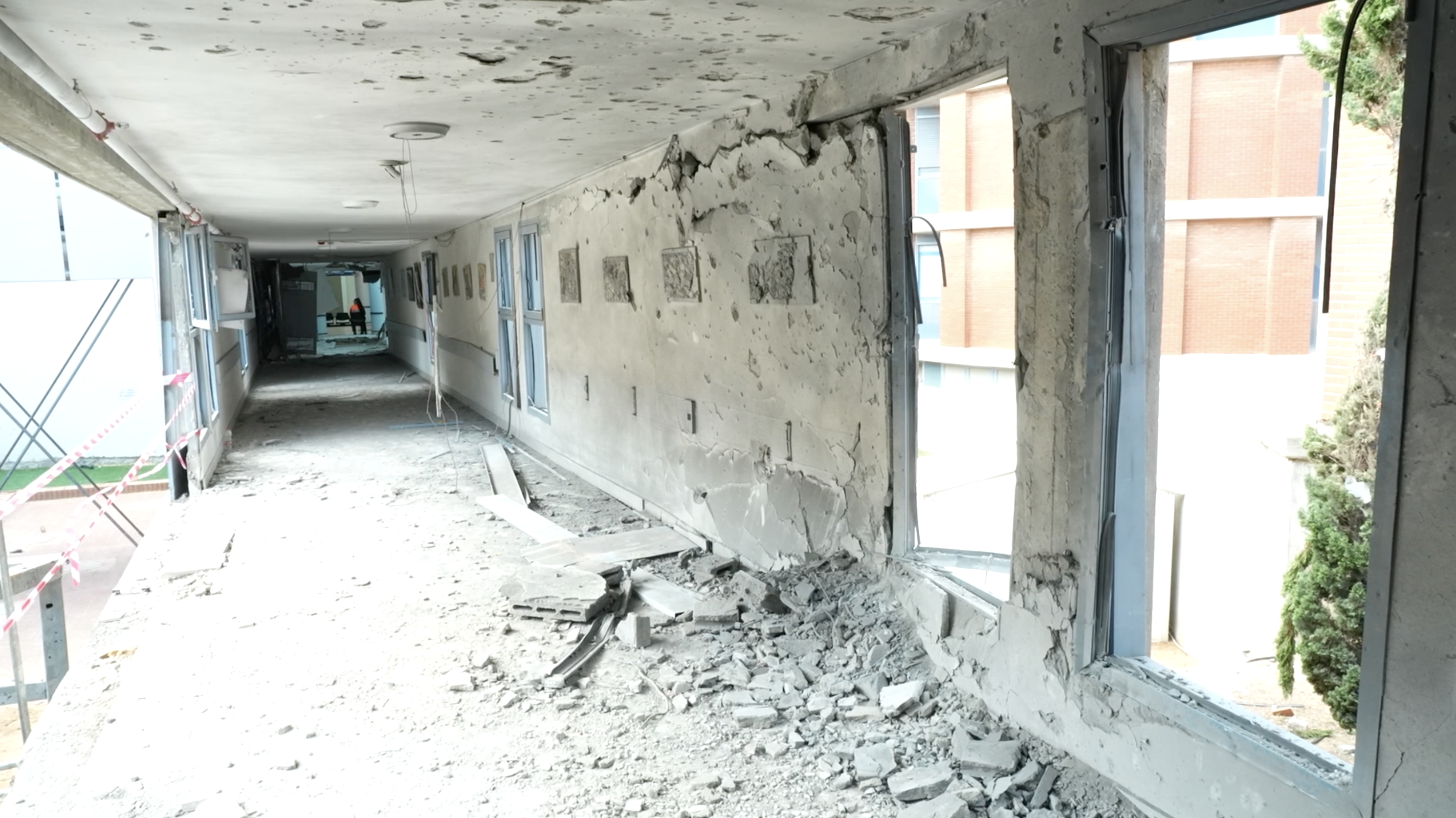
تخریب یک بیمارستان توسط راکت‌های حماس
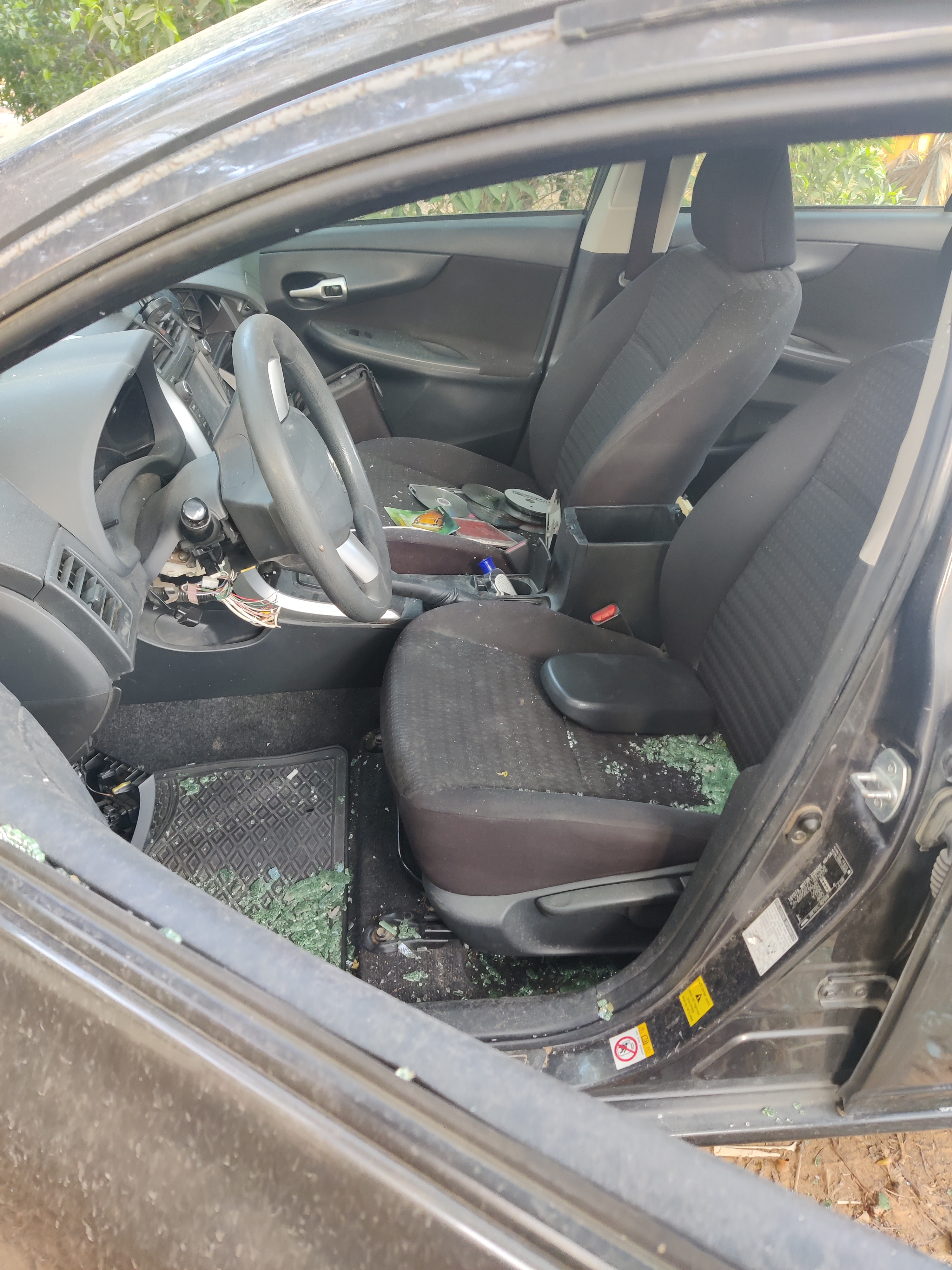
درون یک ماشین پس از کشتار سرنشینان آن
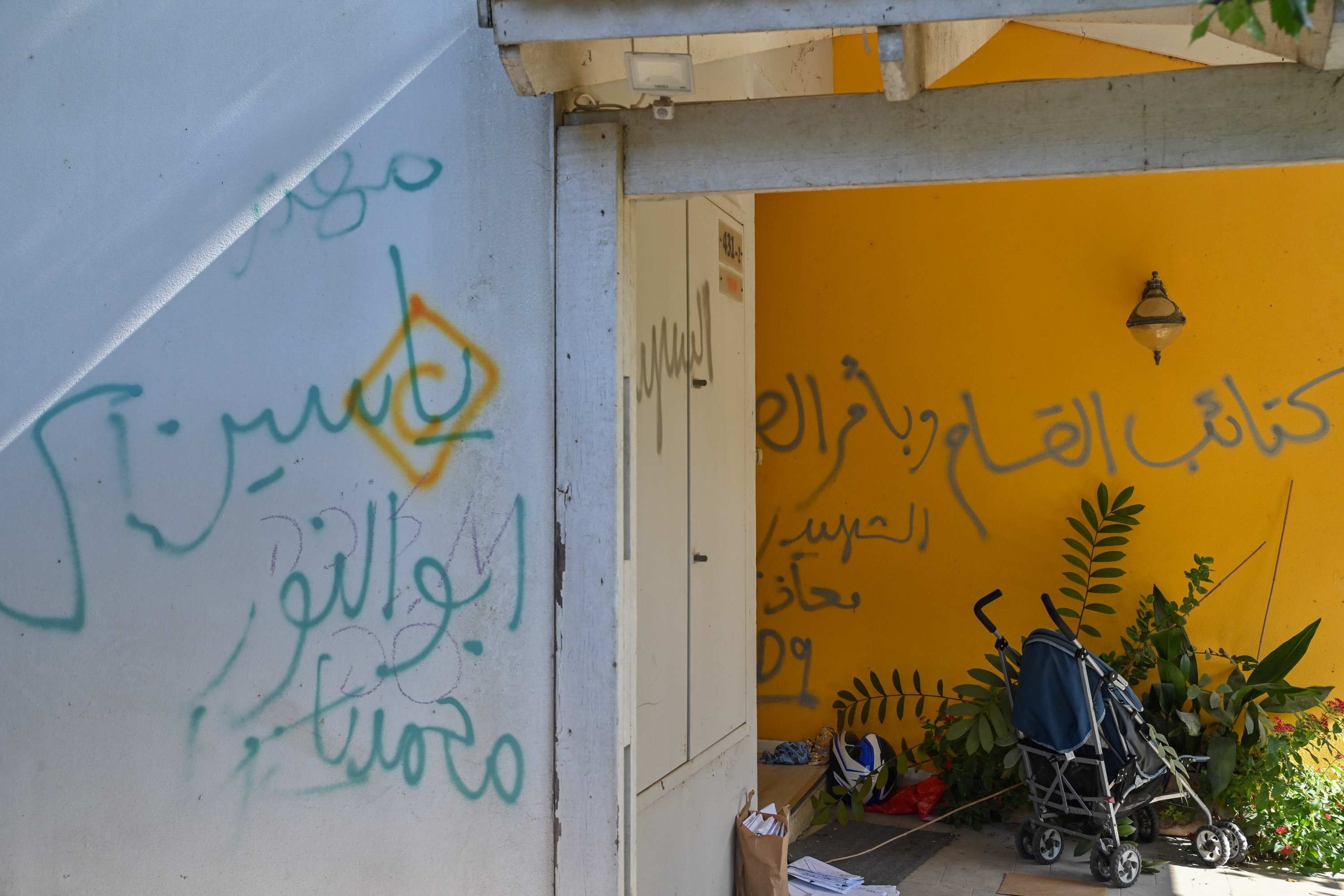
شعار نویسی نیروهای حماس بر دیوارهای خانه مردم
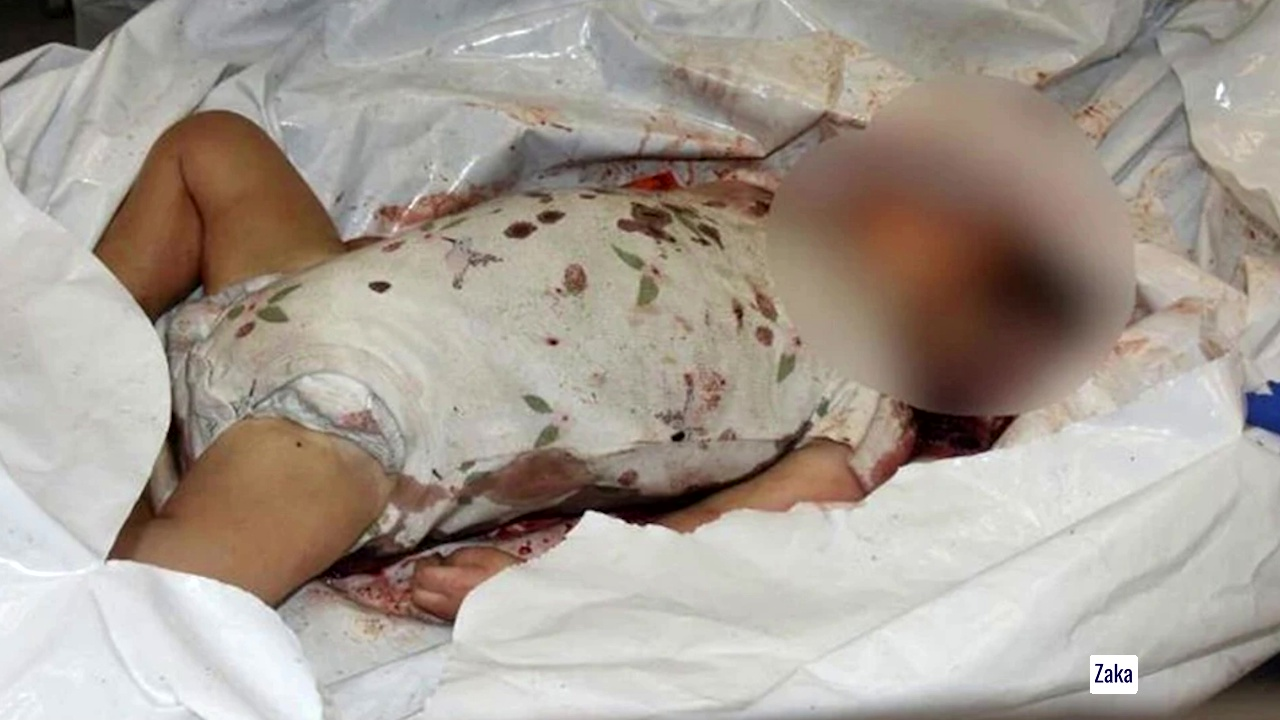
جسد نوزادی به قتل رسیده
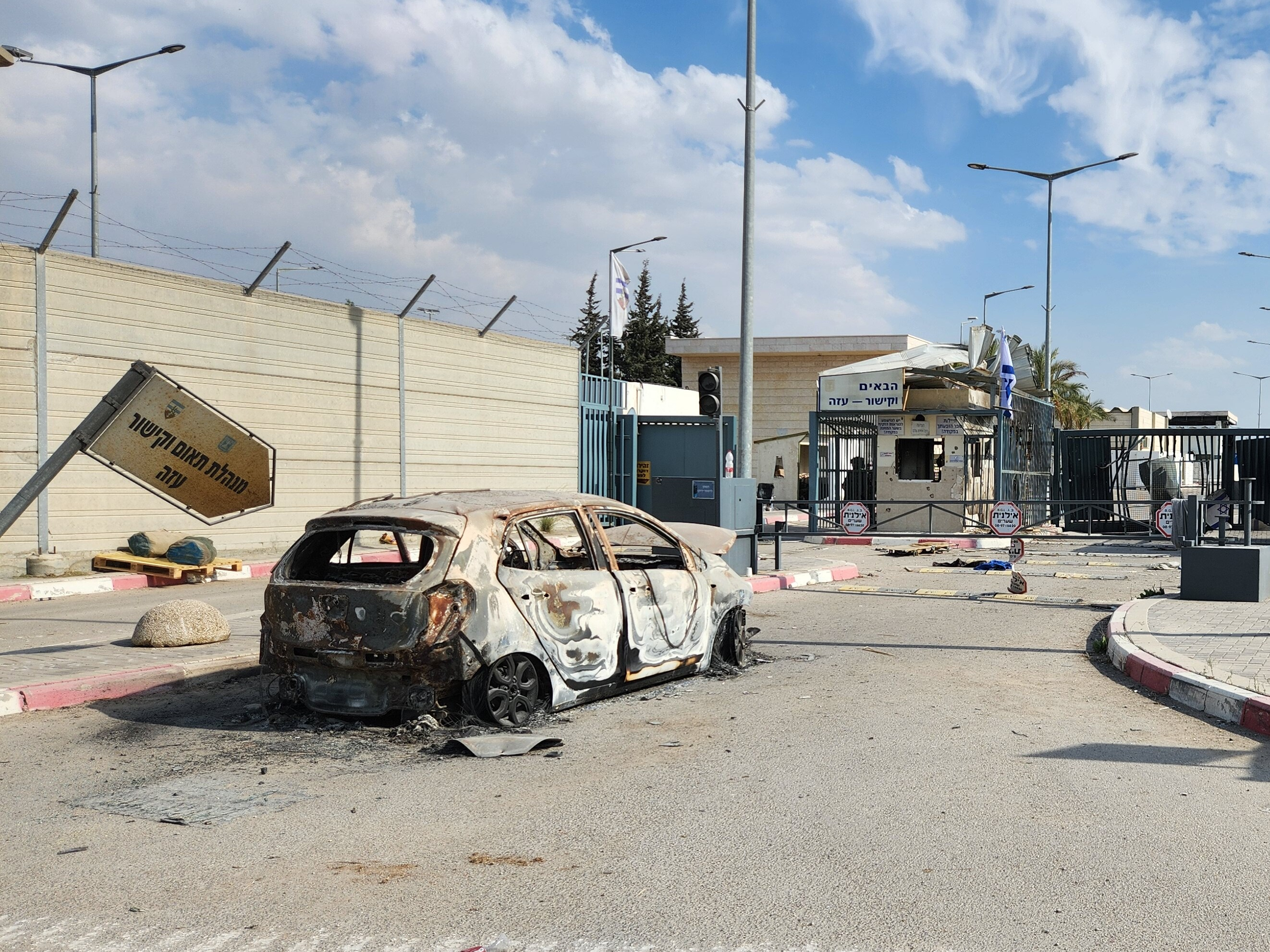
سوختن خودرویی که حامل سرنشینان غیرنظامی بود
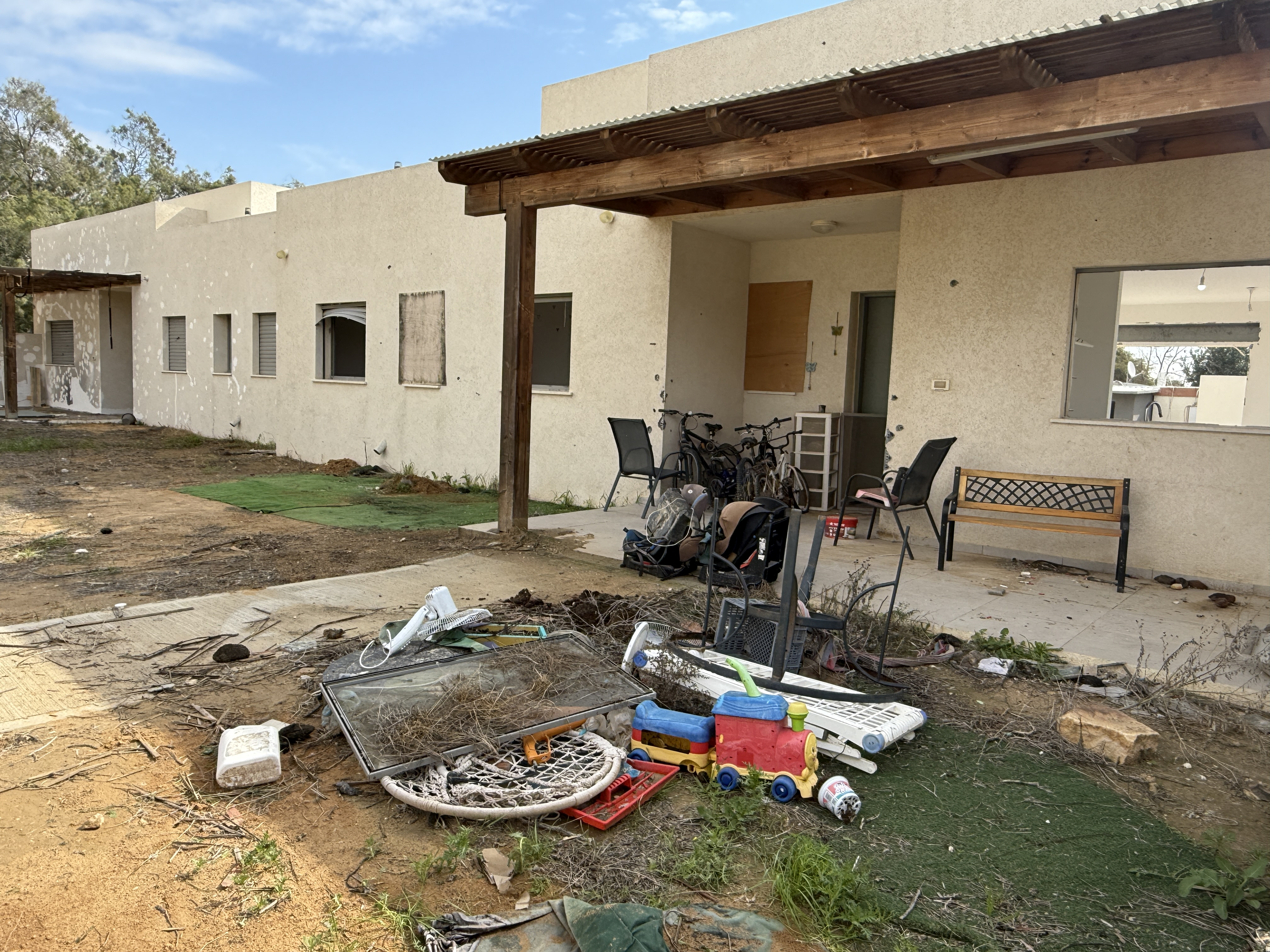
تخریب اسباب بازی کودکان در حیاط خانه ای
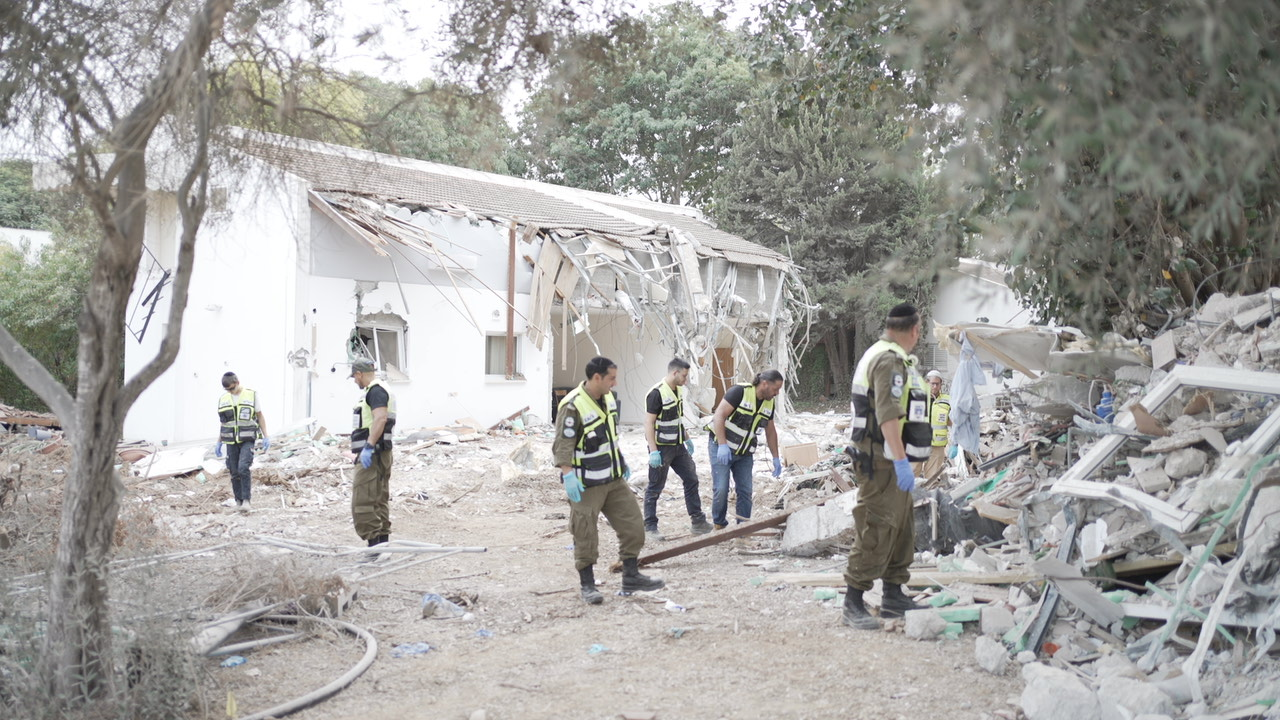
نیروهای امداد اسرائیل، پس از فرار یا کشته شدن نیروهای حماس
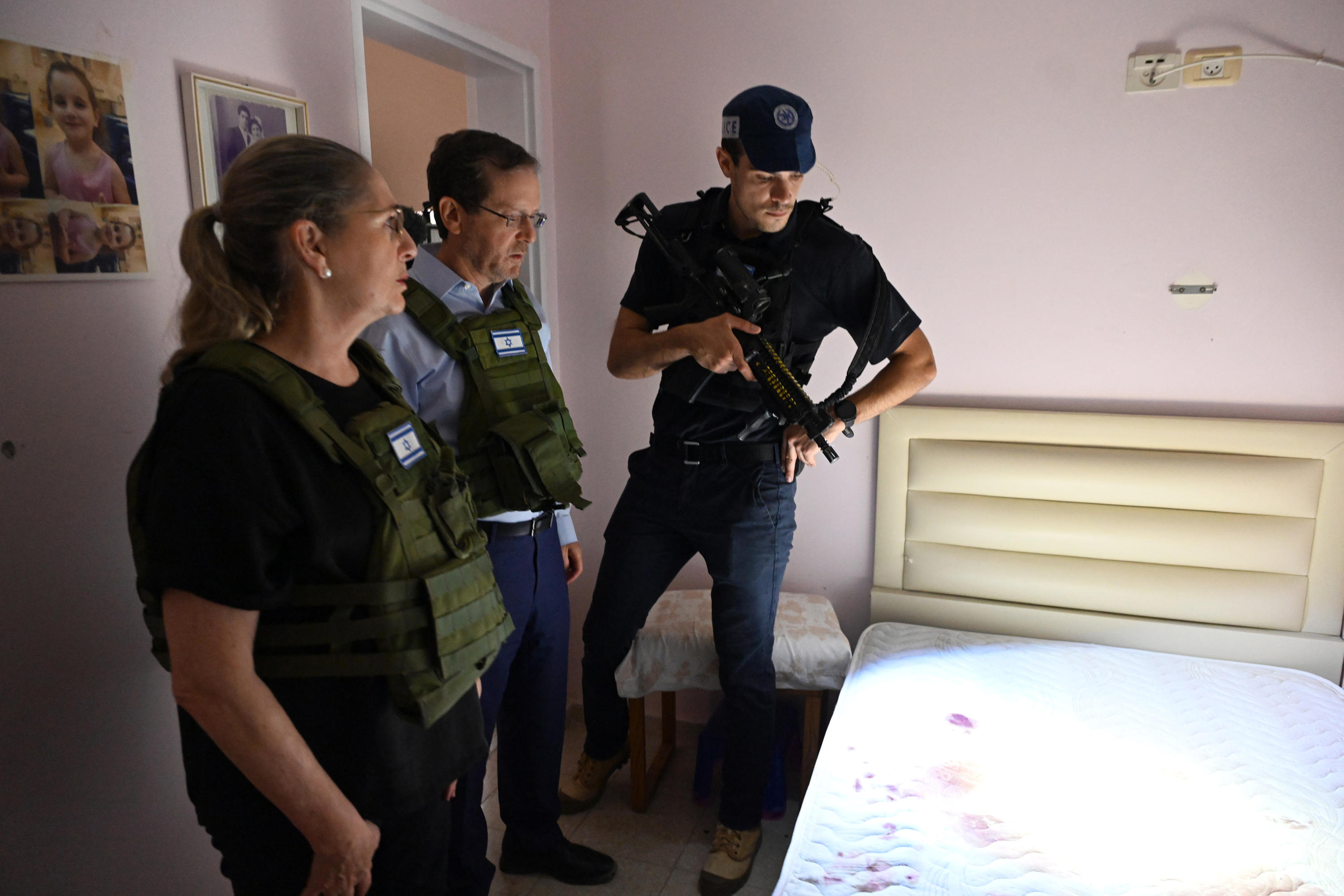
اسحاق هرتزوگ در حال بررسی یک اتاق مسکونی، پس از کشتار غیرنظامیان درون آن توسط حماس
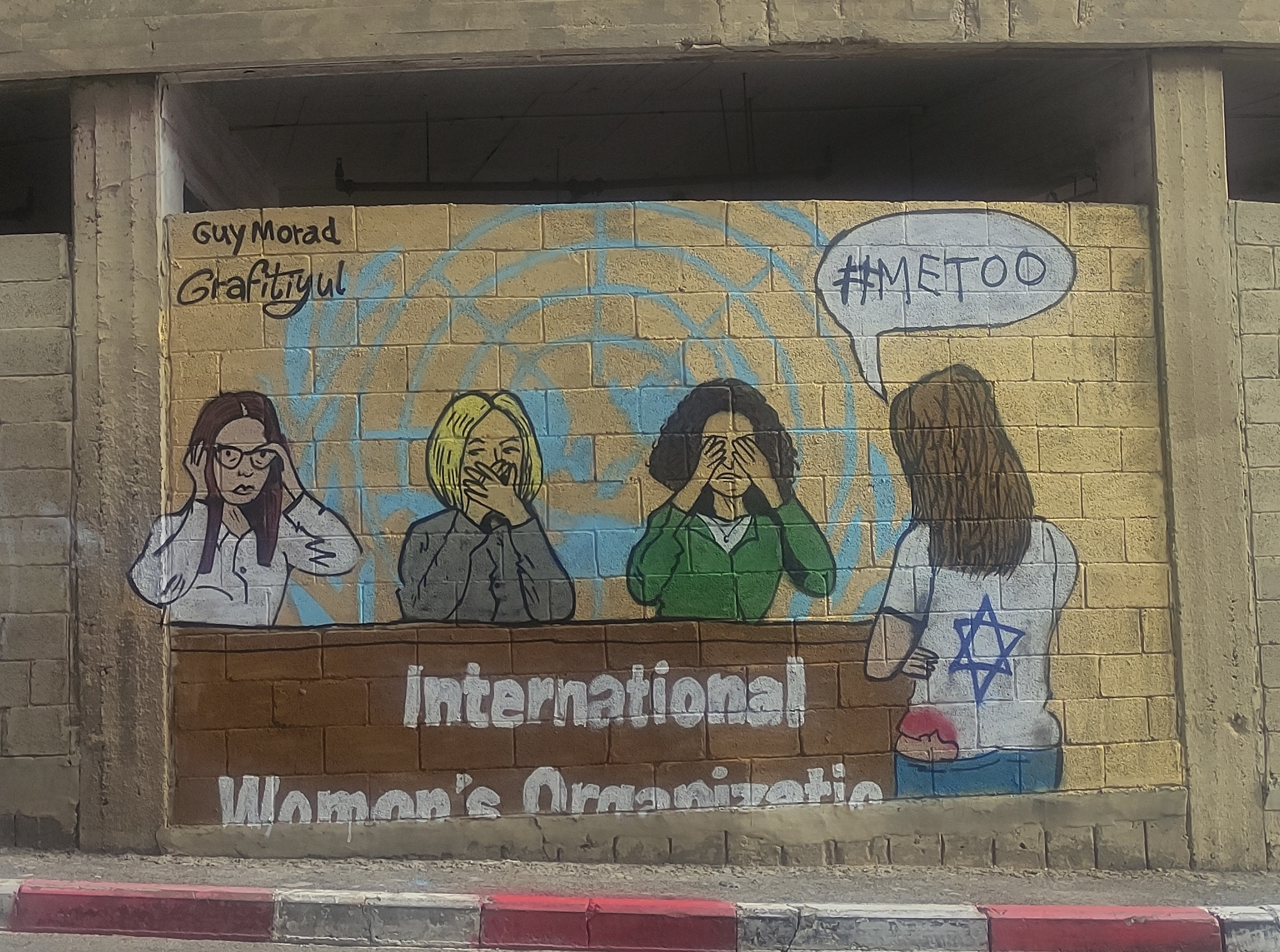
یک این اثر دیواری در اسرائیل که سازمان‌های بین‌المللی زنان و جنبش MeToo# را به دلیل نادیده گرفتن جنایاتی چون تجاوز و خشونت جنسی در حمله ۷ اکتبر توسط حماس را مورد انتقاد قرار داده است.

## عواقب، پاسخ اسرائیل و آتش‌بس
پس از حمله ۷ اکتبر حماس، اسرائیل بلافاصله بمباران هوایی غزه را آغاز کرد. سه هفته بعد، اسرائیل به‌طور زمینی وارد غزه شد. زمزمه‌های آتش‌بس در تمامی دوران این درگیری وجود داشت. با این حال، چند روز پیش از تحلیف ترامپ به عنوان رئیس‌جمهور برگزیده ایالات متحده، طی مفاد آتش‌بسی جدید، چند تن از گروگان‌های اسرائیلی آزاد شدند. براساس مفاد آتش‌بسی که ۴۲ روزه خوانده می‌شد، به مرور گروگان‌های اسرائیلی (پس از ۴۷۱ روز اسارت) آزاد و در ازای آن‌ها، زندانیان فلسطینی از اسرائیلی‌ها پس گرفته می‌شدند. نخستین مرحله آتش‌بس، روز یکشنبه ساعت ۸:۳۰ به وقت محلی (۶:۳۰ به وقت گرینویچ) آغاز شد. مصر، یکی از میانجیگران مذاکرات مدعی شده بود. بر اساس این مذاکرات قرار شد اسرائیل ۱۸۹۰ زندانی فلسطینی را در ازای ۳۳ گروگان اسرائیلی در مرحله نخست آزاد کند. این مرحله حدود شش هفته ادامه داشت.
در پی این آتش‌بس، ایتامار بن گاویر، وزیر راست افراطی امنیت ملی از حزب اوتزما یهودیت، از این ائتلاف خارج شد و کابینه را ترک کرد.
در مرحلهٔ نخست آتش‌بس، سه زندانی اسرائیلی آزاد شدند که هر سه نفرشان زن بودند؛
- رومی گونن (نیاکان ایرانی الاصل)[۱۲۳] ۲۴ ساله
- امیلی داماری (دوتابعیتی-بریتانیا)[۱۲۳] ۲۸ ساله
- دورون استاینبرخر[۱۲۳] ۳۱ ساله

این سه زن، غروب یکشنبه توسط حماس در میدان سارایا، واقع در مرکز شهر غزه، به نیروهای صلیب سرخ تحویل داده شدند. در نهایت، این گروگان‌ها در کریدور نتزاریم به ارتش اسرائیل تحویل داده شدند.
در ازای این سه زن، اسرائیل ۹۰ زندانی فلسطینی را از زندان عوفر در کرانه باختری آزاد کرد.
با این حساب، به ازای هر گروگان اسرائیلی، ۳۰ زندانی فلسطینی آزاد شده‌اند.

نتانیاهو دربارهٔ این آتش‌بس گفته بود که رئیس‌جمهورهای ایالات متحده، حق اسرائیل برای ادامهٔ جنگ را محفوظ نگه می‌دارند. وی افزود ما نیروهایمان را در محور فیلادلفیا و منطقه حائل در اطراف نوار غزه بیشتر خواهیم کرد.

چهار گروگان اسرائیلی دیگر، پس از آزادی اذعان می‌داشتند که آن‌ها در طی این مدت، توسط حماس در اردوگاه‌های سازمان ملل نگهداری می‌شدند.

در روز ۶ بهمن ۱۴۰۳، چهار گروگان زن اسرائیلی دیگر آزاد شدند و در ازای آن‌ها، ۲۰۰ زندانی فلسطینی توسط اسرائیل آزاد شدند.
این چهار زن اسرائیلی، در حمله ۷ اکتبر توسط حماس در کیبوتص ناحال اوز مشغول خدمت سربازی بودند.

فهرست این زنان به شرح زیر است:
- لیری آلباگ (۱۹ ساله)[۱۳۰]
- کارینا آریف (۲۰ ساله)[۱۳۰]
- دانیلا گیلبوا (۲۰ ساله)[۱۳۰]
- ناما لوی (۲۰ ساله)[۱۳۰]

پیش‌تر قرار بود گروگان دیگری با نام اربیل یهود (۲۹ ساله)، یکی از آزادشده‌ها باشد، اما حماس از تحویل او سر باز زد و در ساعات پایانی نام او را با یکی از این چهار نفر عوض کرد. اسرائیل ابتدا مخالفت کرد. پس از آزادی این چهار نفر، اسرائیل اعلام کرد تا زمانی که اربیل یهود آزاد نشود، حاضر نیست مسیر بازگشت فلسطینی‌ها به بخش شمالی غزه را باز یا بر اساس توافق، زندانیان فلسطینی را آزاد کند. ارتش اسرائیل روز دوشنبه ۸ بهمن ۱۴۰۲، پس از گرفتن تأییدیه زنده بودن اربیل یهود، مسیر شمال نوار غزه را باز کرد.
در روز ۳۰ ژانویه ۲۰۲۴ (۱۰ بهمن ۱۴۰۲)، سه اسرائیلی دیگر به همراه ۵ تایلندی، توسط حماس آزاد شدند.
گروگان‌های اسرائیلی شامل سه زن دیگر نیز بودند؛
- آگام برگر (سرباز دیده‌بان) (۱۹ ساله)[۱۳۵]
- اربیل یهود (۲۹ ساله)[۱۳۵]
- گادی موزس (۸۰ ساله)[۱۳۵]

در ازای این چند تن، ۳۳ اسیر با حکم حبس ابد و ۴۷ اسیر با محکومیت‌های مختلف و چندین زندانی دیگر (روی هم رفته ۱۱۰ زندانی فلسطینی)، از زندان‌های اسرائیل آزاد شدند.
زکریا الزبیدی فرمانده گردان‌های الاقصی شاخه نظامی فتح در شهر جنین نیز یکی از زندانی‌های فلسطینی آزاد شده توسط اسرائیل در این روز بود.